# Zhōnghuá Mínguó Lùjūn
Lo Zhōnghuá Mínguó Lùjūn, (中華民國陸軍T, 中华民国陆军S) è l'esercito di Taiwan e la maggiore tra le Forze armate della Repubblica di Cina. Si stima che l'80% dell'Esercito della RDC sia ubicato sull'Isola di Taiwan, mentre il resto è di stanza sulle isole minori di Kinmen, delle Matsu e delle Penghu.
Dalla guerra civile cinese, non è mai stato firmato nessun armistizio o trattato di pace, quindi come linea finale di difesa contro una possibile invasione da parte dell'Esercito Popolare di Liberazione, l'interesse primario si concentra sulla difesa e sul contrattacco contro l'assalto anfibio e la guerra urbana.

## Organizzazione
L'attuale forza operativa dell'Esercito della Repubblica di Cina comprende 3 armate e 5 corpi d'armata. Fino al 2005, le 35 brigate dell'Esercito comprendevano 25 brigate di fanteria, 5 brigate corazzate e 3 brigate di fanteria meccanizzata. Tutte le brigate di fanteria si sono ritirate e sono state trasferite al Comando della Riserva dopo il 2005.
Questo aggiornamento riflette l'Ordine di battaglia dell'Esercito della RDC (Republic of China Order of Battle, ROCA ORBAT) al termine del Piano di ristrutturazione Jinjing del 2008.
Un nuovo tipo di unità chiamato squadra o gruppo di difesa (守備隊) è in corso d'introduzione. Si tratta di unità formate da elementi delle brigate disciolte sotto i comandi di difesa di ciascuna area. La forza di un gruppo di difesa può variare da uno a più battaglioni rinforzati, rendendolo grosso modo uguale a un reggimento. L'ufficiale comandante di una squadra è di solito un colonnello.
In caso di guerra la maggior parte dell'alto comando si ritirerebbe in bunker sotterranei, complessi di tunnel e posti di comando.

### Quartier generale del Comando dell'Esercito della Repubblica di Cina
Il QGC dell'Esercito della RDC (中華民國國防部陸軍司令部) è guidato da un generale a 3 stelle ed è responsabile del comando generale di tutte le risorse dell'Esercito della Repubblica di Cina. Il Quartier generale dell'Esercito è subordinato al capo di stato maggiore (militare), al ministro della Difesa nazionale (civile) e al presidente della Repubblica di Cina.

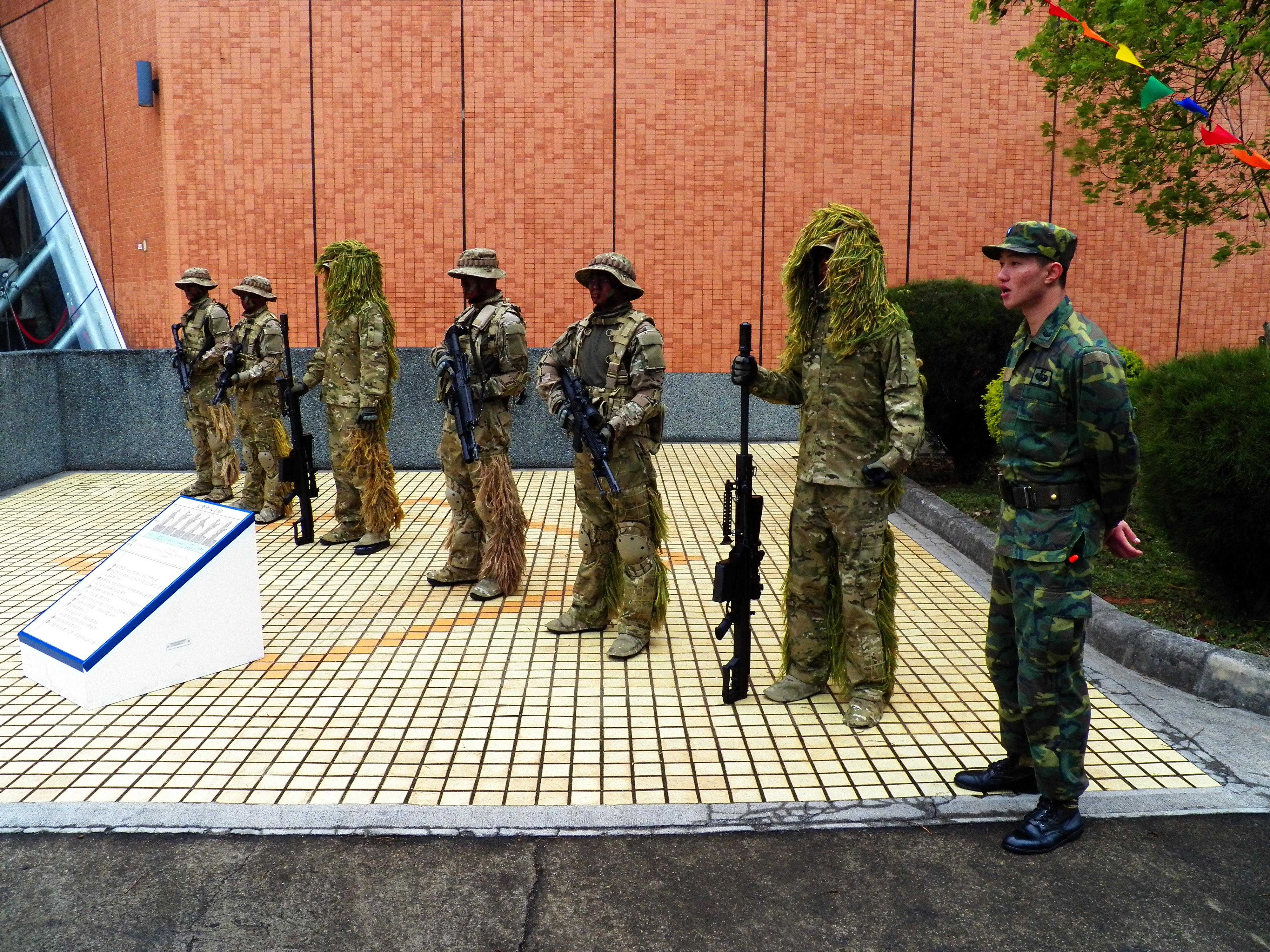
Squadra di cecchini dell'Esercito della Repubblica di Cina

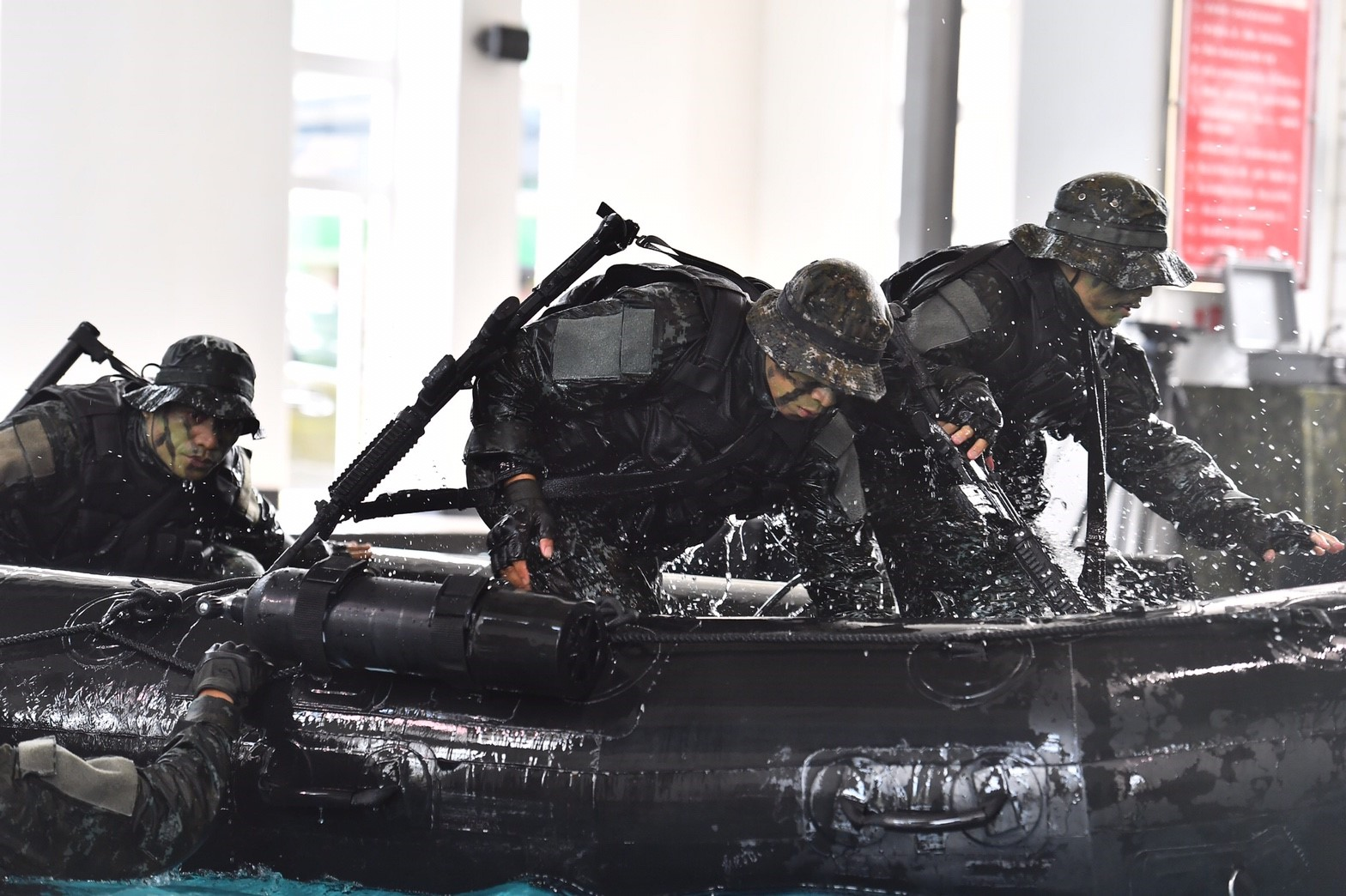
Addestramento del 101º Battaglione di ricognizione anfibia dell'Esercito della Repubblica di Cina durante un'esercitazione di sbarco anfibio

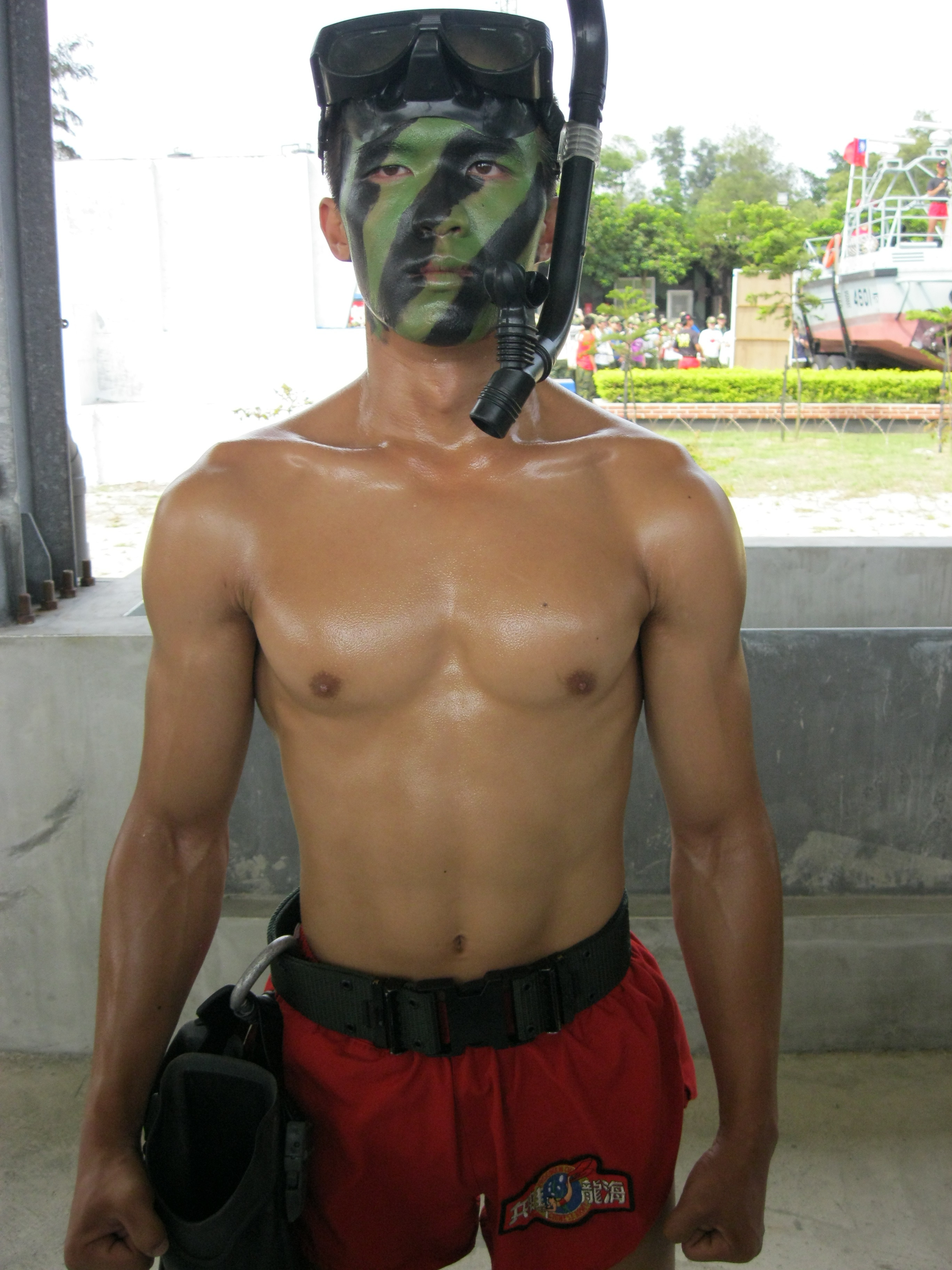
Un uomorana del 101º Battaglione di ricognizione anfibia

- Unità interne: Personale, Preparazione al combattimento ed addestramento, Logistica, Pianificazione, Comunicazioni, Elettronica ed informazione, Affari generali, Supervisore dei conti, Ispettore generale, Guerra politica.
- Comando dell'Aviazione e delle Forze speciali (航空特戰指揮部)
  - 601 Brigata Cavalleria aerea (il battaglione originale delle forze speciali assegnato trasferito di nuovo alla 862ª Brigata)
  - 602 Brigata Cavalleria aerea (il battaglione originale delle forze speciali assegnato trasferito di nuovo alla 862ª Brigata)
  - 603 Brigata Cavalleria aerea (questa è un'unità fantasma, esiste solo sulla carta, nessuna manodopera, unità, elicotteri assegnati)
  - 101º Battaglione di ricognizione (meglio conosciuto come Dragoni di mare Uominirana, ha una stazione di compagnia a Kinmen, 3 a Penghu e in altre isole di prima linea)
  - Comando Forze speciali (特戰指揮部) Responsabile di 3 centri d'addestramento
    - Centro d'Addestramento Aviotrasportato dell'Esercito (大武營「陸軍空降訓練中心」)
    - Centro d'Addestramento Forze speciali dell'Esercito (谷關「陸軍特戰訓練中心」)
    - Centro d'Addestramento invernale e da montagna dell'Esercito (武嶺寒訓中心)

  - Comando Operazioni speciali
    - 862 Gruppo Operazioni speciali (originariamente 862ª Brigata per operazioni speciali, con il 3º, il 4º ed il 6º battaglione che sono tornati dalle brigate dell'aviazione)
    - 871 Gruppo Operazioni speciali (unità sconosciute)

- VI Corpo d'armata (第六軍團指揮部): Taiwan settentrionale
  -  Comando dell'Area di Guandu
  -  Comando dell'Area di Lanyang Area
  -  269 Brigata fanteria meccanizzata
  -  542 Brigata corazzata
  -  584 Brigata corazzata
  - 21 Comando d'artiglieria
  - 53 Gruppo del Genio
  - 73 Gruppo Comunicazioni
  - 33 Gruppo Guerra chimica[8]

- VIII Corpo d'armata (第八軍團指揮部): Taiwan meridionale
  - 333 Brigata fanteria meccanizzata
  -  564 Brigata corazzata
  - 43 Comando d'artiglieria
  - 54 Gruppo del Genio
  - 75 Gruppo Comunicazioni
  - 39 Gruppo Guerra chimica

- X Corpo d'armata (第十軍團指揮部): Taiwan centrale
  - 234 Brigata fanteria meccanizzata (ha ricevuto CM-32 "Clouded Leopard" su ruote IFV all'inizio del 2011)[9]
  -  586 Brigata corazzata
  - 58 Comando d'artiglieria
  - 52 Gruppo del Genio
  - 36 Gruppo Guerra chimica
  - 74 Gruppo Comunicazioni

- Comando di Difesa di Hua-Tung (花東防衛指揮部): Taiwan orientale
  - Squadra di Difesa di Hualien (花蓮)
  - Comando dell'Area di Taitung (台東)

- Comando di Difesa di Kinmen (金門防衛指揮部)
  - Squadra di Difesa di Jindong (金東, Kinmen est)
  - Squadra di Difesa di Jinshih (金西, Kinmen ovest)
  - Squadra di Difesa di Shihyu (獅|嶼S)
  - Gruppo d'artiglieria

- Comando di Difesa di Penghu (澎湖防衛指揮部)
  - 1 battaglione corazzato, 1 battaglione carristi, 1 battaglione cavalleria corazzata, 1 battaglione d'artiglieria mista.

- Comando di Difesa di Matsu (馬祖防衛指揮部)
  - Comando dell'Area di Beigao (北高)
  - Comando dell'Area di Juguang (莒光)

- Comando di Difesa di Dongyin (東引地區指揮部)

- Comando Logistico (後勤指揮部)
- Comando Educazione, Addestramento e Dottrina (教育訓練暨準則發展指揮部)
- Accademia militare della Repubblica di Cina, Scuole Comando & Addestramento, Corpi Guerra chimica, Corpi del Genio, Sviluppo dell'Arsenale.

- Comando della Riserva delle Forze armate (後備指揮部)

- 9 brigate di fanteria attiva, 24 brigate della Riserva (Attivate solo in tempo di guerra)

L'ex Comando Missili dell'esercito della RDC è stato trasferito all'Aeronautica militare della RDC nel 2006.

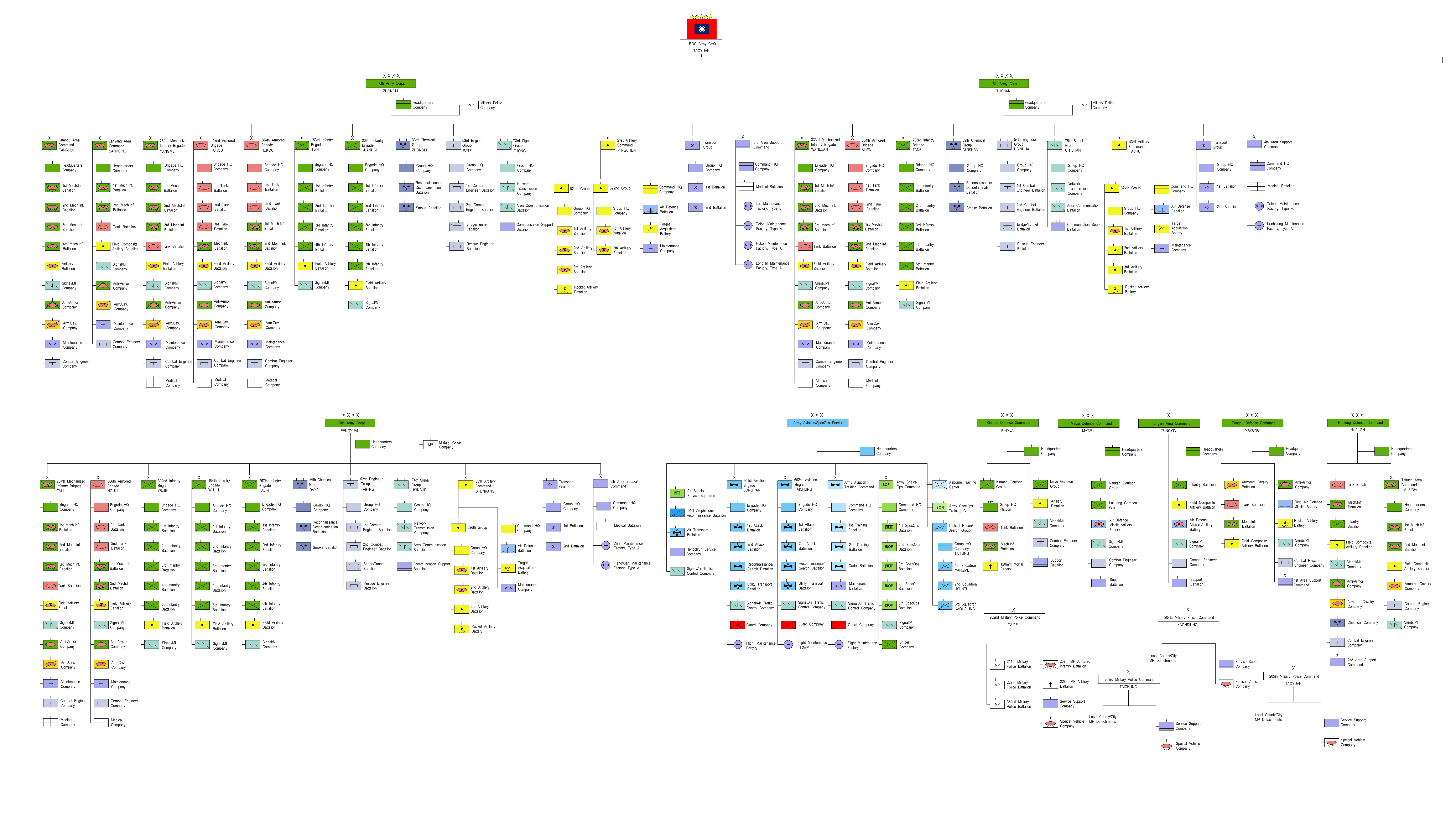
Organizzazione dell'Esercito della Repubblica di Cina a partire dal 2016

## Gradi militari
Ufficiali
Il grado militare di Generalissimo è stato concesso solo una volta, a Chiang Kai-shek, e attualmente è abolito. Dal 2013, il grado di colonnello generale (generale totale) sarà concesso solo in tempo di guerra.
| Gruppo gradi                      | Ufficiali generali/di bandiera | Ufficiali generali/di bandiera | Ufficiali generali/di bandiera | Ufficiali generali/di bandiera | Ufficiali generali/di bandiera | Ufficiali generali/di bandiera | Ufficiali generali/di bandiera | Ufficiali generali/di bandiera | Ufficiali generali/di bandiera | Ufficiali generali/di bandiera | Ufficiali da campagna/senior | Ufficiali da campagna/senior | Ufficiali da campagna/senior | Ufficiali da campagna/senior | Ufficiali da campagna/senior | Ufficiali da campagna/senior | Ufficiali junior | Ufficiali junior | Ufficiali junior | Ufficiali junior    | Ufficiali junior    | Ufficiali junior    | Ufficiali junior    | Ufficiali junior    | Allievi ufficiali   | Allievi ufficiali   | Allievi ufficiali   | Allievi ufficiali   | Allievi ufficiali   | Allievi ufficiali   | Allievi ufficiali   | Allievi ufficiali | Allievi ufficiali | Allievi ufficiali | Allievi ufficiali | Allievi ufficiali |
| --------------------------------- | ------------------------------ | ------------------------------ | ------------------------------ | ------------------------------ | ------------------------------ | ------------------------------ | ------------------------------ | ------------------------------ | ------------------------------ | ------------------------------ | ---------------------------- | ---------------------------- | ---------------------------- | ---------------------------- | ---------------------------- | ---------------------------- | ---------------- | ---------------- | ---------------- | ------------------- | ------------------- | ------------------- | ------------------- | ------------------- | ------------------- | ------------------- | ------------------- | ------------------- | ------------------- | ------------------- | ------------------- | ----------------- | ----------------- | ----------------- | ----------------- | ----------------- |
| Esercito della Repubblica di Cina |                                |                                |                                |                                |                                |                                |                                |                                |                                |                                |                              |                              |                              |                              |                              |                              |                  |                  |                  |                     |                     |                     |                     |                     |                     |                     |                     |                     |                     |                     |                     |                   |                   |                   |                   |                   |
| 一級上將It-kip siōng-chiòng       | 二級上將Jī-kip siōng-chiòng    | 中將Tiong-chiòng               | 中將Tiong-chiòng               | 少將Siáu-chiòng                | 少將Siáu-chiòng                | 上校Siōng-hāu                  | 上校Siōng-hāu                  | 中校Tiong-hāu                  | 中校Tiong-hāu                  | 少校Siáu-hāu                   | 少校Siáu-hāu                 | 上尉Siōng-ùi                 | 上尉Siōng-ùi                 | 中尉Tiong-ùi                 | 中尉Tiong-ùi                 | 少尉Siáu-ùi                  | 少尉Siáu-ùi      | 尉Ùi             | 尉Ùi             | 軍校生Jūnxiào shēng | 軍校生Jūnxiào shēng | 軍校生Jūnxiào shēng | 軍校生Jūnxiào shēng | 軍校生Jūnxiào shēng | 軍校生Jūnxiào shēng | 軍校生Jūnxiào shēng | 軍校生Jūnxiào shēng | 軍校生Jūnxiào shēng | 軍校生Jūnxiào shēng | 軍校生Jūnxiào shēng | 軍校生Jūnxiào shēng |                   |                   |                   |                   |                   |
| Pinyin                            |                                |                                | Yījí Shàngjiàng                | Èrjí Shàngjiàng                | Zhōngjiàng                     | Zhōngjiàng                     | Shaojiàng                      | Shaojiàng                      |                                |                                | Shàngxiào                    | Shàngxiào                    | Zhōngxiào                    | Zhōngxiào                    | Shàoxiào                     | Shàoxiào                     | Shàngwèi         | Shàngwèi         | Zhōngwèi         | Zhōngwèi            | Zhōngwèi            | Shàowèi             | Shàowèi             | Shàowèi             |                     |                     |                     |                     |                     |                     |                     |                   |                   |                   |                   |                   |

Arruolati
| Gruppo gradi                            | Sottufficiali senior                    | Sottufficiali senior                    | Sottufficiali senior                    | Sottufficiali senior                    | Sottufficiali senior                    | Sottufficiali senior                      | Sottufficiali senior                      | Sottufficiali senior                    | Sottufficiali senior                    | Sottufficiali senior  | Sottufficiali senior | Sottufficiali senior | Sottufficiali senior | Sottufficiali senior | Sottufficiali senior | Sottufficiali senior | Sottufficiali senior | Sottufficiali senior | Sottufficiali senior | Sottufficiali senior | Sottufficiali senior | Sottufficiali senior | Sottufficiali junior | Sottufficiali junior | Sottufficiali junior | Sottufficiali junior | Sottufficiali junior | Sottufficiali junior          | Arruolati                     | Arruolati                     | Arruolati                     | Arruolati                     | Arruolati                     | Arruolati     | Arruolati     | Arruolati   |
| --------------------------------------- | --------------------------------------- | --------------------------------------- | --------------------------------------- | --------------------------------------- | --------------------------------------- | ----------------------------------------- | ----------------------------------------- | --------------------------------------- | --------------------------------------- | --------------------- | -------------------- | -------------------- | -------------------- | -------------------- | -------------------- | -------------------- | -------------------- | -------------------- | -------------------- | -------------------- | -------------------- | -------------------- | -------------------- | -------------------- | -------------------- | -------------------- | -------------------- | ----------------------------- | ----------------------------- | ----------------------------- | ----------------------------- | ----------------------------- | ----------------------------- | ------------- | ------------- | ----------- |
| Esercito della Repubblica di Cina       |                                         |                                         |                                         |                                         |                                         |                                           |                                           |                                         |                                         |                       |                      |                      |                      |                      |                      |                      |                      |                      |                      |                      |                      |                      |                      |                      |                      |                      |                      |                               |                               |                               |                               |                               |                               |               |               |             |
| Sergente capo di prima classe一等士官長 | Sergente capo di prima classe一等士官長 | Sergente capo di prima classe一等士官長 | Sergente capo di prima classe一等士官長 | Sergente capo di prima classe一等士官長 | Sergente capo di prima classe一等士官長 | Sergente capo di seconda classe二等士官長 | Sergente capo di seconda classe二等士官長 | Sergente capo di terza classe三等士官長 | Sergente capo di terza classe三等士官長 | Sergente scelto上士   | Sergente scelto上士  | Sergente scelto上士  | Sergente scelto上士  | Sergente scelto上士  | Sergente scelto上士  | Sergente中士         | Sergente中士         | Sergente中士         | Sergente中士         | Sergente中士         | Sergente中士         | Caporale下士         | Caporale下士         | Caporale下士         | Caporale下士         | Specialista上等兵    | Specialista上等兵    | Soldato di prima classe一等兵 | Soldato di prima classe一等兵 | Soldato di prima classe一等兵 | Soldato di prima classe一等兵 | Soldato di prima classe一等兵 | Soldato di prima classe一等兵 | Soldato二等兵 | Soldato二等兵 |             |
| Pinyin                                  | Yīděng Shìguān zhǎng                    | Yīděng Shìguān zhǎng                    | Yīděng Shìguān zhǎng                    | Yīděng Shìguān zhǎng                    | Yīděng Shìguān zhǎng                    | Yīděng Shìguān zhǎng                      | Èrděng Shìguān zhǎng                      | Èrděng Shìguān zhǎng                    | Sānděng Shìguān zhǎng                   | Sānděng Shìguān zhǎng | Shàngshi             | Shàngshi             | Shàngshi             | Shàngshi             | Shàngshi             | Shàngshi             | Zhōngshi             | Zhōngshi             | Zhōngshi             | Zhōngshi             | Zhōngshi             | Zhōngshi             | Xiàshi               | Xiàshi               | Xiàshi               | Xiàshi               | Shàngděng Bīng       | Shàngděng Bīng                | Yīděng Bīng                   | Yīděng Bīng                   | Yīděng Bīng                   | Yīděng Bīng                   | Yīděng Bīng                   | Yīděng Bīng   | Èrděng Bīng   | Èrděng Bīng |

### Addestramento
L'Accademia militare della Repubblica di Cina forma gli ufficiali per l'esercito in un programma quadriennale.

## Storia

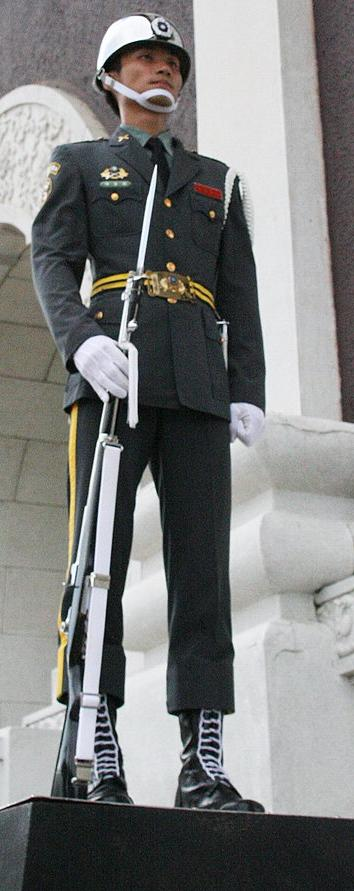
Un soldato in alta uniforme di guardia a Taipei

L'Esercito della RDC ebbe origine dall'Esercito rivoluzionario nazionale cinese, fondato dal Kuomintang (KMT) di Sun Yat-sen nel 1924, quando l'Accademia militare di Whampoa venne fondata con l'assistenza militare sovietica. L'Accademia militare di Whampoa, presieduta da Chiang Kai-shek, aveva l'obiettivo di addestrare un esercito rivoluzionario cinese professionale (革命軍人) per unificare la Cina durante il periodo dei signori della guerra. Ha partecipato alla spedizione del nord, alla seconda guerra sino-giapponese (durante la seconda guerra mondiale) e alla guerra civile cinese prima di ritirarsi con il governo della Repubblica di Cina a Taiwan nel 1949.
Dopo il 1949, l'esercito della Repubblica di Cina ha partecipato a operazioni di combattimento su Kinmen e nell'arcipelago di Dachen contro l'EPL nella battaglia di Kuningtou e nella prima e seconda crisi dello stretto di Taiwan. Oltre a questi grandi conflitti, i commando dell'esercito venivano regolarmente inviati a razziare le coste del Fujian e del Guangdong. Fino agli anni '70, la missione dichiarata dell'esercito era di riconquistare la terraferma dalla Repubblica popolare cinese. Dopo l'abolizione della legge marziale nel 1987 e la democratizzazione degli anni '90, la missione dell'esercito della Repubblica di Cina è stata spostata sulla difesa di Taiwan, Penghu, Kinmen e Matsu da un'invasione dell'EPL.
Con la riduzione delle dimensioni delle forze armate della RDC negli ultimi anni, l'esercito ha subito il maggior numero di tagli poiché la dottrina militare della RDC ha iniziato a sottolineare l'importanza dell'impegno all'estero con la Marina e l'Aeronautica. In seguito a questo spostamento di enfasi, la Marina e l'Aeronautica della Repubblica di Cina hanno avuto la precedenza sull'Esercito della Repubblica di Cina nella dottrina della difesa e nell'approvvigionamento di armi. I recenti obiettivi a breve termine nell'esercito includono l'acquisizione e lo sviluppo di sistemi di comando e controllo congiunti, elicotteri d'attacco avanzati e veicoli corazzati, sistemi di lancio multiplo di razzi e sistemi di difesa aerea da campagna. L'esercito è anche in procinto di passare a una forza tutta volontaria.
Durante la pandemia di COVID-19, le unità di guerra chimica dell'esercito sono state utilizzate per disinfettare le aree pubbliche e per effettuare disinfestazioni localizzate attorno a gruppi di malattie note. Nel gennaio 2021 il 33º Gruppo Guerra chimica è stato schierato nella città di Taoyuan per far fronte a un gruppo di infezioni intorno a un ospedale della zona.

## Equipaggiamento
Dagli anni '90 in poi, l'Esercito della Repubblica di Cina ha lanciato diversi programmi di aggiornamento per sostituire le attrezzature obsolete con armi più avanzate, aumentando anche l'enfasi sulle forze che potevano essere rapidamente schierate e adatte al combattimento nell'ambiente fortemente urbanizzato di Taiwan. Sono stati effettuati ordini con gli Stati Uniti per i carri armati M60A3 Patton, gli obici M109A5 "Paladin" e gli elicotteri d'attacco AH-1W SuperCobra, oltre all'aggiornamento delle attrezzature esistenti.
Insieme alle altre armi militari della Repubblica di Cina, l'Esercito della RDC ha una vasta esperienza nella costruzione e nell'utilizzo di tunnel e basi acquisita durante i bombardamenti della Repubblica popolare cinese di Kinmen e Matsu durante la guerra fredda e si dice che molte strutture siano situate sottoterra in zone sconosciute.
Il governo degli Stati Uniti annunciò il 3 ottobre 2008 che prevedeva di vendere armi per un valore di $ 6,5 miliardi a Taiwan, ponendo fine al blocco delle vendite di armi a Taiwan. Tra le altre cose, i piani includevano $ 2,532 miliardi di 30 elicotteri d'attacco AH-64D Apache Longbow Block III con sensori per la visione notturna, radar, 173 missili aria-aria Stinger Block I, 1000 missili AGM-114L Hellfire e sarebbero stati disponibili anche 182 missili Javelin con 20 lanciatori di comando Javelin e si è stimato che siano costati $ 47 milioni.
Il 29 gennaio 2010, il governo degli Stati Uniti annunciò 5 notifiche al Congresso degli Stati Uniti per la vendita di armi a Taiwan. Dei 6,392 miliardi di dollari totali nei 5 annunci, l'esercito della RDC avrebbe ricevuto 60 UH-60M e altre cose correlate per un costo di 3,1 miliardi.

### Elicotteri

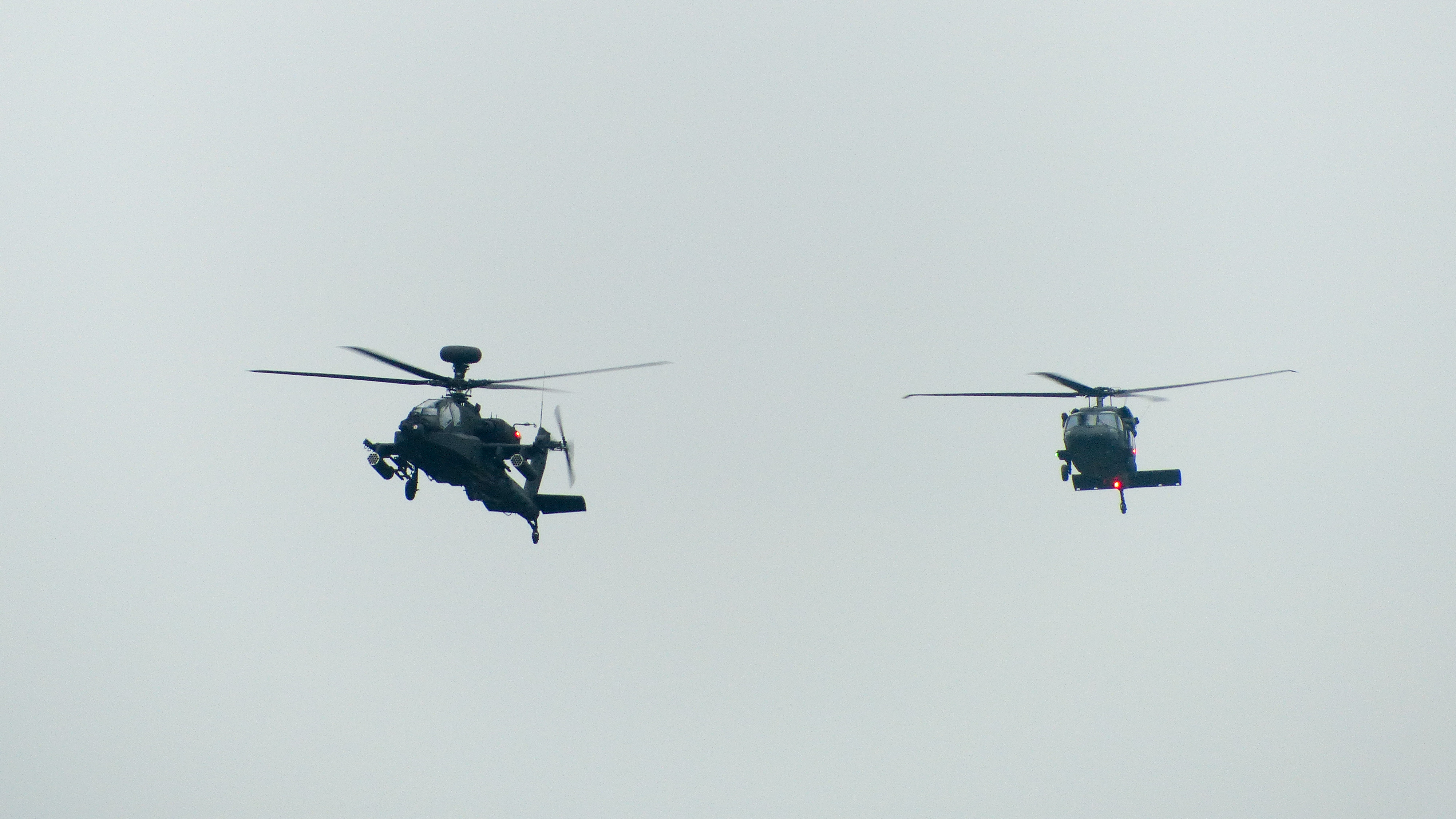
ROCA AH-64E 802 e UH-60M 912 in volo sopra il Campo di Hongchailin

Nel luglio 2007 venne riferito che l'Esercito della RDC avrebbe richiesto l'acquisto di 30 elicotteri d'attacco AH-64E Apache Guardian dagli Stati Uniti nel budget della difesa del 2008. Nell'ottobre 2015 venne annunciato che 9 AH-64E erano stati abbattuti a causa dell'ossidazione dei componenti nei riduttori del rotore di coda degli elicotteri e vennero effettuati controlli di sicurezza completi su tutti gli Apache. Il bilancio della difesa 2008 elencava anche una richiesta di 60 elicotteri UH-60M Black Hawk in sostituzione parziale degli UH-1H attualmente in servizio.

### Mezzi Aerei
Sezione aggiornata annualmente in base al World Air Force di Flightglobal del corrente anno. Tale dossier non contempla UAV, aerei da trasporto VIP ed eventuali incidenti accorsi durante l'anno della sua pubblicazione. Modifiche giornaliere o mensili che potrebbero portare a discordanze nel tipo di modelli in servizio e nel loro numero rispetto a WAF, vengono apportate in base a siti specializzati, periodici mensili e bimestrali. Tali modifiche vengono apportate onde rendere quanto più aggiornata la tabella.
| Aeromobile                   | Origine     | Tipo                                         | Versione (denominazione locale) | In servizio (2024) | Note | Immagine |
| Elicotteri                   |             |                                              |                                 |                    | |          |
| Boeing AH-64 Apache Guardian | Stati Uniti | elicottero d'attacco                         | AH-64E                          | 29                 | 30 AH-64D ordinati nel 2008 e tutti consegnati entro il 2014, anno in cui un esemplare è andato distrutto. |          |
| Bell AH-1 SuperCobra         | Stati Uniti | elicottero d'attacco                         | AH-1W                           | 62                 | 21 AH-1W consegnati nel 1993. Insieme a questi elicotteri, furono ordinati anche 1000 missili anticarro AGM-114C Hellfire e circa 300 missili aria-aria AIM-9S Sidewinder. Nell'aprile 1995, Taiwan aveva ordinato altri tre lotti di otto AH-1W, portando il totale ordinato a 42. Nel 1997, furono consegnati ulteriori 21 AH-1W, e la consegna di tutti i 21 AH-1W è stata completata nel 2001. Un esemplare è andato distrutto in un incidente il 17 luglio 1999. |          |
| Boeing CH-47SD Chinook       | Stati Uniti | elicottero da trasporto pesante              | CH-47SD                         | 8                  | 9 CH-47SD ordinati nel 1999 e consegnati nel 2002-2003. Un esemplare si è schiantato il 18 dicembre 2008. |          |
| Bell OH-58 Kiowa Warrior     | Stati Uniti | elicottero da ricognizione e attacco leggero | OH-58D                          | 36                 | 12 OH-58D (più 14 opzioni, poi esercitate) ordinati nel 1992, con consegne iniziate nel 1993. Ulteriori 13 OH-58D, assemblati localmente dall'AIDC, sono stati ordinati nel 1998 e consegnati tutti entro il 2001. Un esemplare è stato perso il 23 agosto 2001. Un esemplare è andato perso a luglio 2020 portando a 36 il numero degli esemplari in servizio. |          |
| Sikorsky UH-60 Black Hawk    | Stati Uniti | elicottero da trasporto tattico              | UH-60M                          | 34                 | 60 UH-60M ordinati nel 2010. Uno dei 35 esemplari in servizio al dicembre 2019, è andato perso il 2 gennaio 2020 portando a 34 il numero degli esemplari in servizio. |          |
| Bell TH-67 Creek             | Stati Uniti | elicottero da addestramento                  | TH-67A                          | 29                 | 30 TH-67A da addestramento TH-67A, 30 set di occhiali per visione notturna AN/AVS-6(V)1 e altri elementi correlati di supporto al programma ordinati nel maggio 1996, con consegne avvenute tra il febbraio 1998 ed il maggio dello stesso anno. Un TH-67A è stato perso dopo un atterraggio di emergenza il 2 dicembre 2002, durante una missione di addestramento notturno.                                                                                         |          |

### Carri armati da combattimento
Nel 2019, l'Esercito della RDC ha 480 M60A3, 450 CM11 (torrette M48 modificate accoppiate al telaio M60) e 250 CM12 (torrette CM-11 accoppiate a scafi M48). Il design e la tecnologia utilizzati nei carri armati risalgono agli anni '40 e '50, compreso il loro cannone rigato da 105 mm e l'utilizzo di corazze tradizionali in acciaio anziché materiali compositi utilizzati nei moderni veicoli da combattimento blindati. Si prevede che la maggior parte delle unità corazzate dell'Esercito della RDC continueranno ad essere equipaggiate con carri armati legacy in forma aggiornata dopo che l'esercito avrà acquisito i nuovi carri armati moderni. A partire dal 2015, alcuni carri armati CM11 sono stati aggiornati con corazze reattive esplosive attorno alla torretta e allo scafo.
Nell'ottobre 2017, Taiwan annunciò un programma di aggiornamento per 450 M60A3 consistente nella sostituzione del cannone principale con una nuova arma da 120 mm, nonché nell'aggiornamento del computer balistico, dell'idraulica della torretta e di altri sistemi. I test e la valutazione dovrebbero essere completati nel 2019 e l'applicazione delle nuove funzionalità inizierà nel 2020. Tuttavia, nel luglio 2018 il Ministero della Difesa Nazionale rinnovò il suo interesse per l'acquisizione di Abrams e stanziò 990 milioni di dollari per acquistare 108 M1A2 mentre continuava la modernizzazione degli M60A3 esistenti in servizio..
Il 7 giugno 2019, il Ministero della Difesa Nazionale di Taiwan confermò che Taiwan aveva firmato un accordo di armi da 2 miliardi di dollari con l'amministrazione Trump, che includeva l'acquisto di 108 carri armati Abrams M1A2T (variante di esportazione M1A2C per Taiwan). I funzionari della difesa taiwanesi intendono utilizzare il carro armato M1A2T Abrams per "sostituire i vecchi carri armati M60A3 di fabbricazione americana di Taiwan e il carro armato M48H CM11 di fabbricazione taiwanese". L'8 luglio 2019, il Dipartimento di Stato degli Stati Uniti approvò la vendita a Taiwan di nuovi carri armati M1A2T Abrams nonostante le critiche e le proteste della Repubblica popolare cinese (RPC) sull'accordo. L'accordo include 122 mitragliatrici Chrysler Mount M2, 216 mitragliatrici M240, 14 veicoli Hercules M88A2 e 16 trasportatori di attrezzature pesanti M1070A1. Il General Dynamics Land Systems costruirà i carri armati presso l'Anniston Army Depot, in Alabama, e presso il Joint Systems Manufacturing Center di Lima, in Ohio. La firma definitiva della Lettera di Offerta e Accettazione (LOA) venne confermata il 21 dicembre 2019. I carri armati sono la prima vendita di nuovi carri armati per l'Esercito della RDC in decenni dagli Stati Uniti. I carri armati M1A1 in eccedenza erano stati precedentemente respinti dalle precedenti amministrazioni statunitensi, inclusa quella di George W. Bush nel 2001. Gli attuali carri armati della RDC sono carri armati usati M60A3 e carri armati M48 fabbricati localmente in cui le varianti iniziali vennero prodotte per la prima volta tra gli anni '50 e '60.
Sono state fatte alcune critiche a questi acquisti di M1 Abrams: alcuni analisti hanno espresso che il terreno di Taiwan e alcuni dei suoi ponti e strade non sono adatti per l'M1A2 da 60 tonnellate. Tuttavia, gli attuali carri armati di Taiwan hanno vecchi cannoni da 105 millimetri che potrebbero non essere in grado di penetrare prontamente la corazza frontale dei moderni carri armati dell'Esercito Popolare di Liberazione (EPL) Type 96 e Type 99, che possono facilmente penetrare l'armatura d'acciaio antiquata del Patton con il loro Pistole da 125 millimetri. Il cannone da 120 millimetri del carro armato M1A2T è in grado di distruggere i carri armati dell'EPL senza fare affidamento sui missili anticarro. Inoltre, i carri armati possono essere utilizzati come riserve mobili per contrattacchi contro gli sbarchi sulla spiaggia dell'EPL, che ebbero successo durante la battaglia di Guningtou.

### Veicoli della fanteria

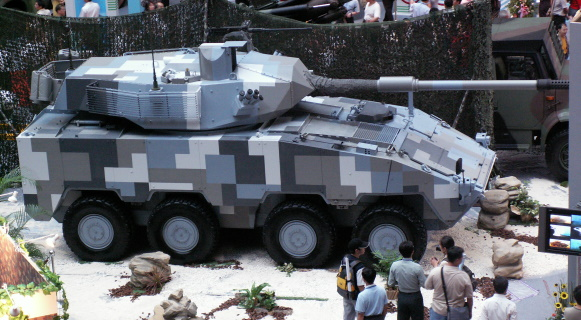
Il veicolo blindato CM-32, attualmente sotto produzione (nella foto la versione della piattaforma del cannone mobile)

Il CM-32 Yunpao, un veicolo trasporto truppe 8x8 fabbricato localmente, sostituirà i vecchi M113 e i veicoli blindati V-150. È una veicolo a piattaforma modulare in grado di accettare varie configurazioni per specifiche esigenze di combattimento. A partire dal 2019, è prevista la produzione di una versione dello Yunpao armata con cannoni Orbital ATK 30mm Mk44 Bushmaster II, il CM-34. Anche la produzione di una versione con un cannone d'assalto da 105 mm, modellata su quella del carro armato da combattimento CM-11 Brave Tiger, dovrebbe essere completata entro il 2023.

### Difesa aerea
I sistemi di difesa aerea a lungo e medio raggio sono gestiti dall'aeronautica della Repubblica di Cina con l'esercito che assume gran parte della missione SHORAD. Il più moderno sistema di difesa aerea dell'esercito è l'Antelope fabbricato localmente.
L'ERDC è in procinto di schierare il sistema di difesa aerea a medio raggio Surface-to-Air TC-2. Lo sviluppo di un TC-2 lanciato in superficie è iniziato con la MRDC nel 1994.
Il 7 giugno 2019, il Ministero della Difesa Nazionale di Taiwan confermò che Taiwan aveva firmato un accordo di armi da 2 miliardi di dollari con l'amministrazione Trump, che includeva l'acquisto di "250 sistemi missilistici terra-aria Stinger." L'Esercito della RDC di Taiwan ha già 2.223 sistemi missilistici Stinger missile.

### Artiglieria
Il 23 settembre 2019, l'ex ministro della Difesa Yen De-fa (嚴德發) confermò che le forze armate della Repubblica di Cina avevano richiesto l'acquisto di obici semoventi M109A6 Paladin dagli Stati Uniti. Il 4 agosto 2021, l'amministrazione Biden ha approvato una potenziale vendita da 750 milioni di dollari di 40 obici semoventi M109A6 ed altre attrezzature di supporto, inclusi fino a 1.698 kit per munizioni a guida di precisione.
A partire dal 2019, l'attuale artiglieria in servizio dell'Esercito della RDC è composta da sistemi M109A2 e M109A5, da obici semoventi da 8 pollici M110A2 e da obici trainati da 155 mm M114. Questi sistemi hanno superato la loro durata di servizio: il più vecchio è l'M114, in servizio da 68 anni, mentre il sistema di artiglieria più giovane, l'M109A5, è in servizio da 21 anni. L'ultimo sistema di artiglieria entrato in servizio è l'M109A5, ordinato nel 1996 e preso in consegna nel 1998.

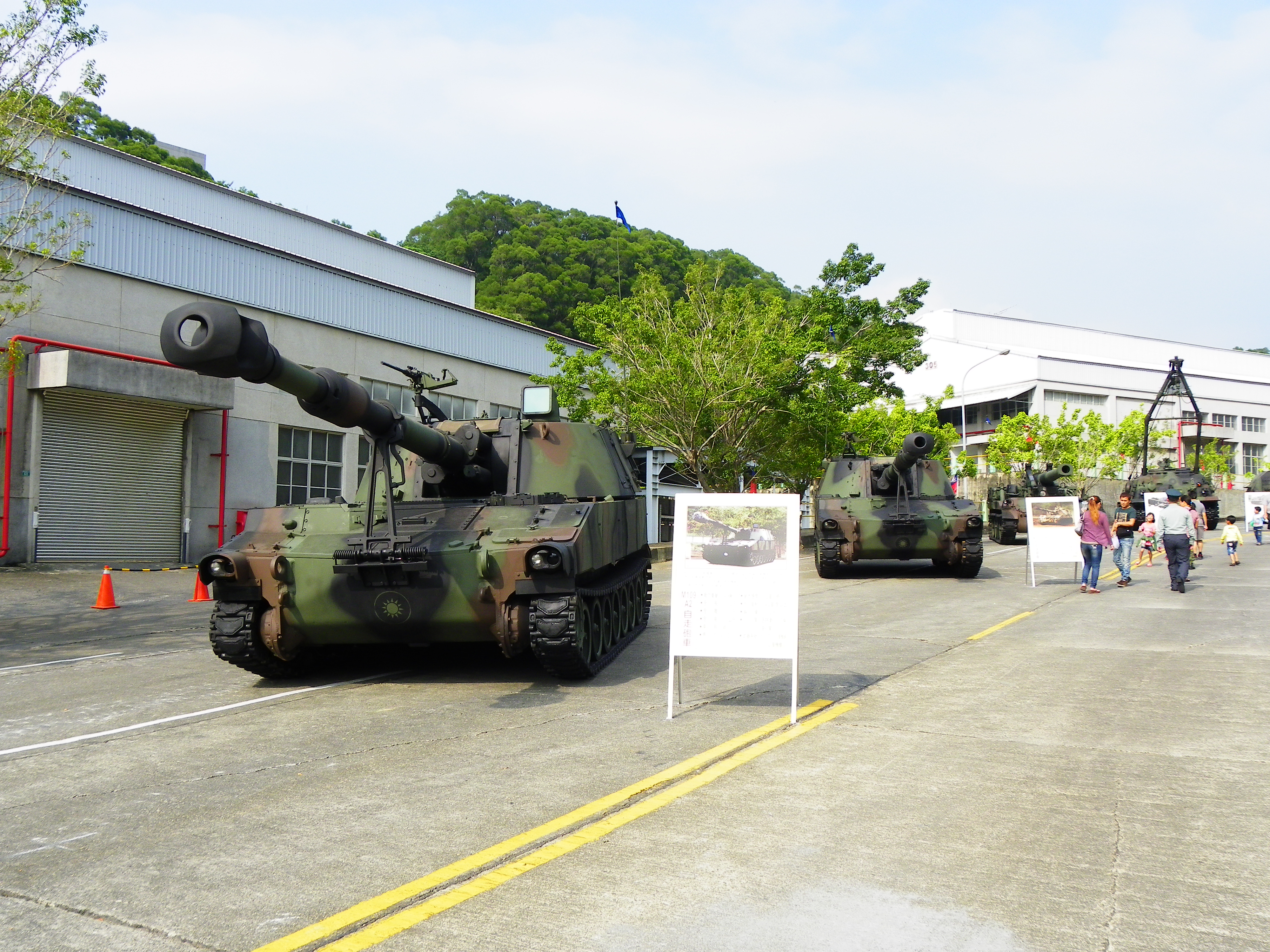
Esposizione di obici semoventi dell'ERDC sull'ORDC Yue Kang Road

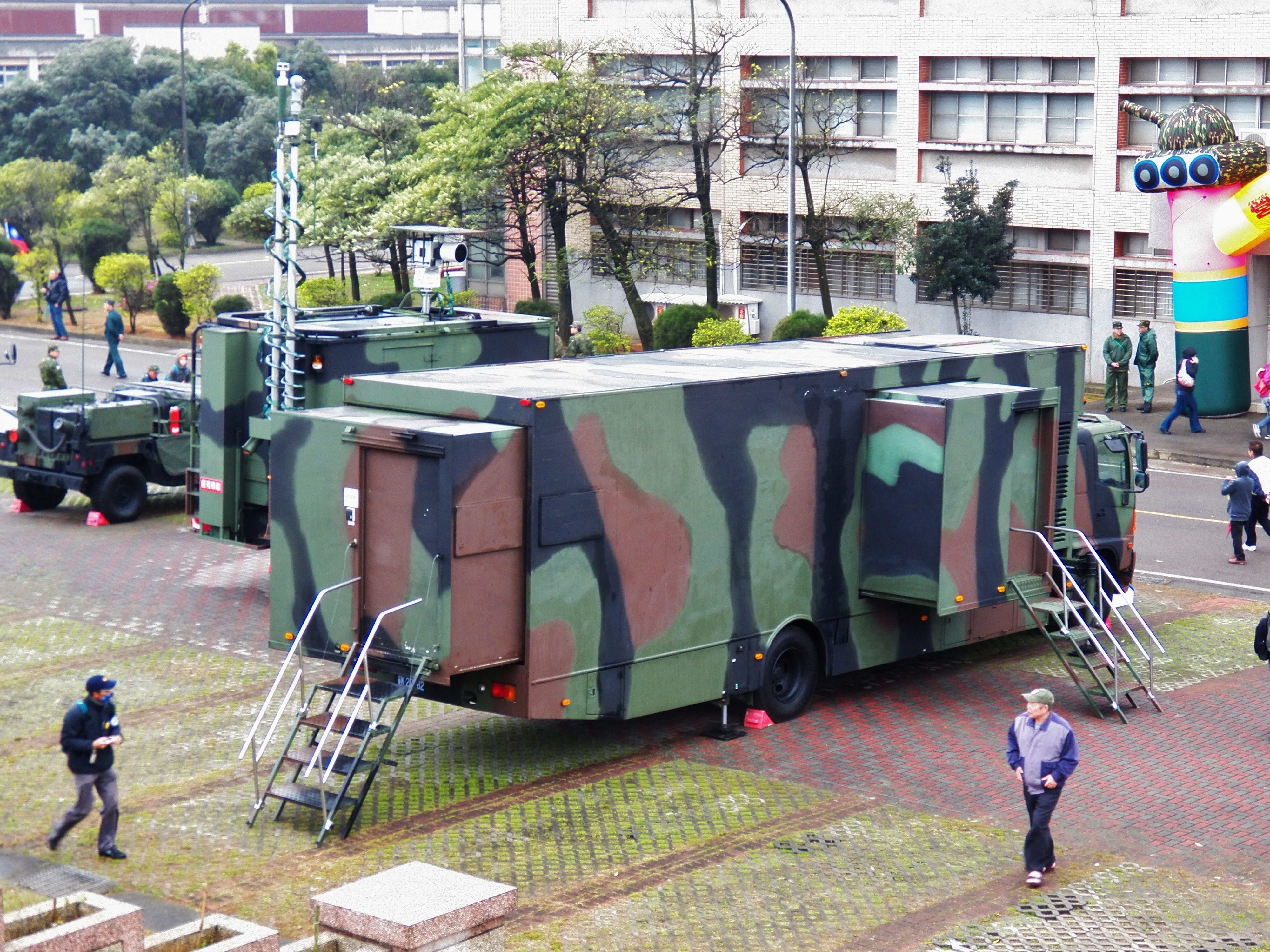
Camion di pulizia delle persone per la sicurezza chimica
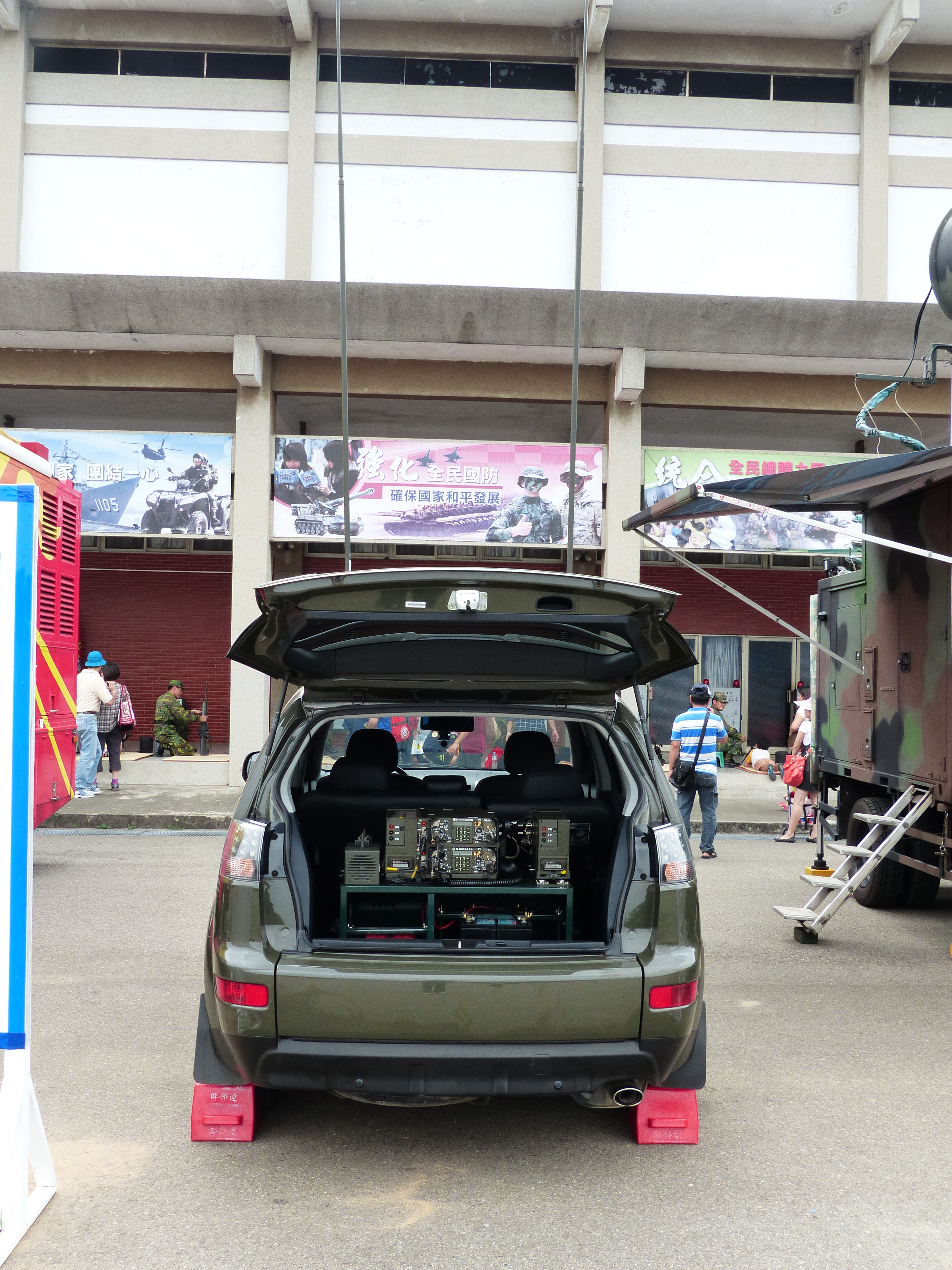
Auto Comando Emergenza dell'ERDC
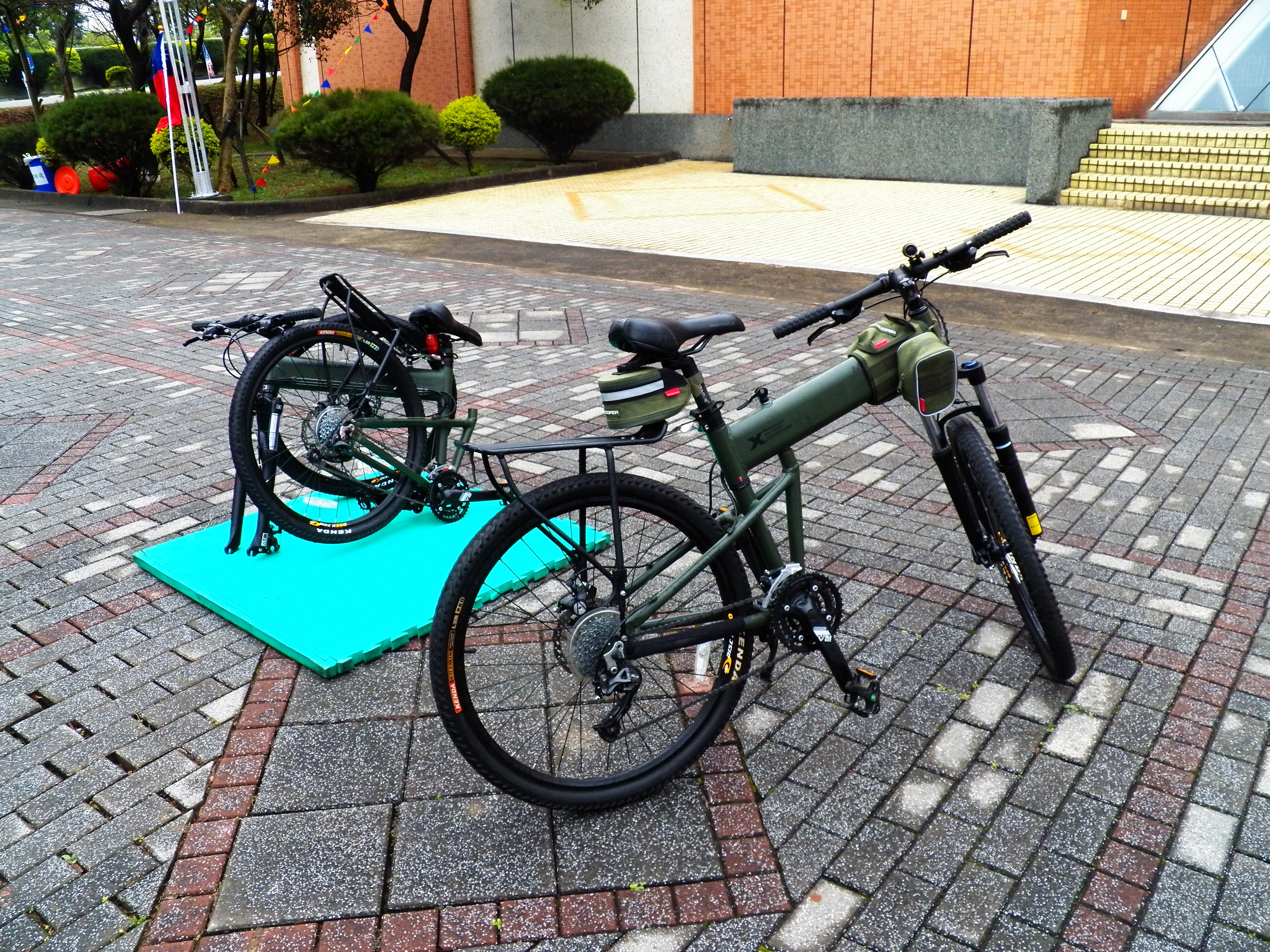
Biciclette pieghevoli dell'ERDC
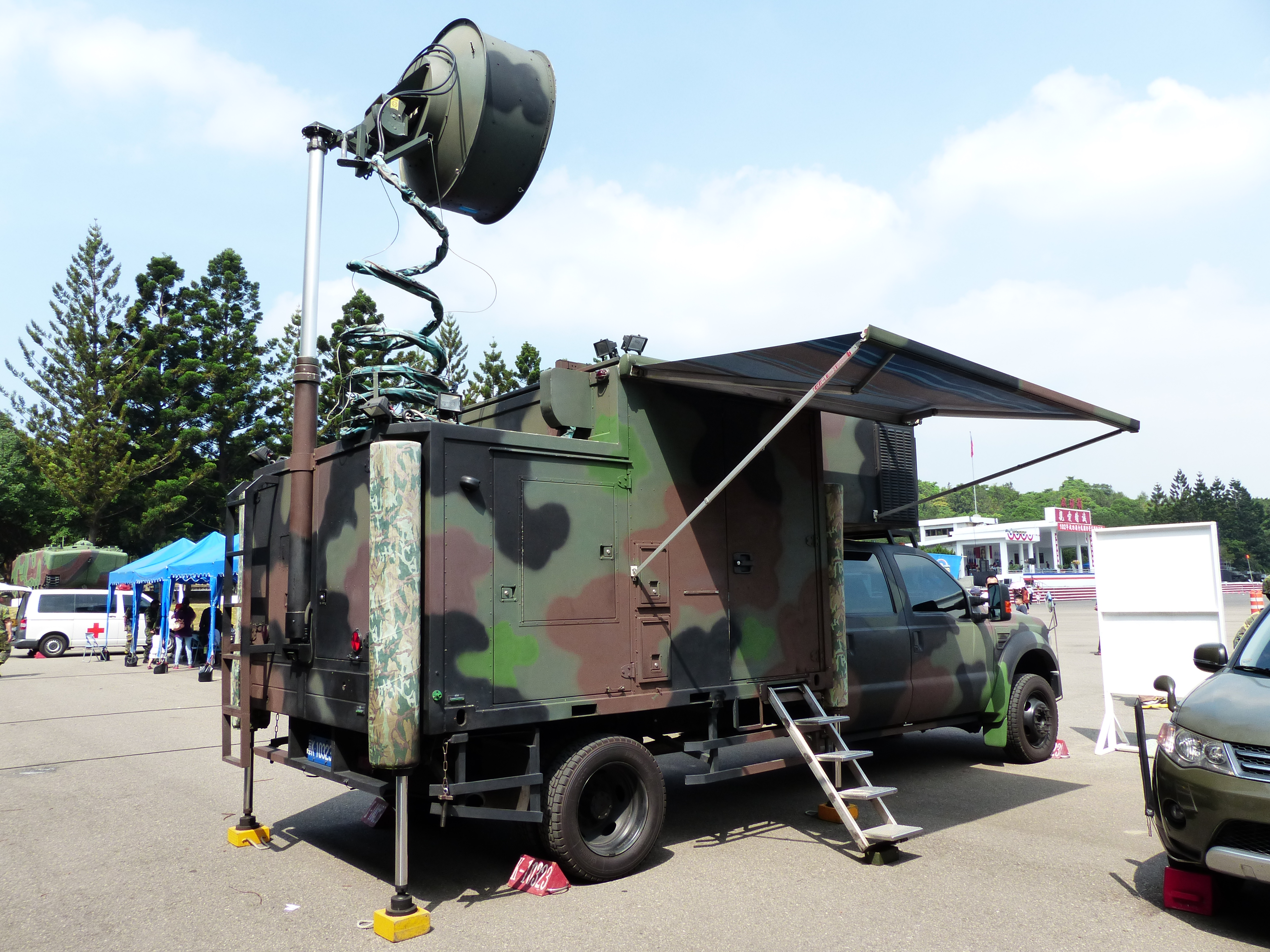
Furgone di trasmissione a microonde dell'ERDC
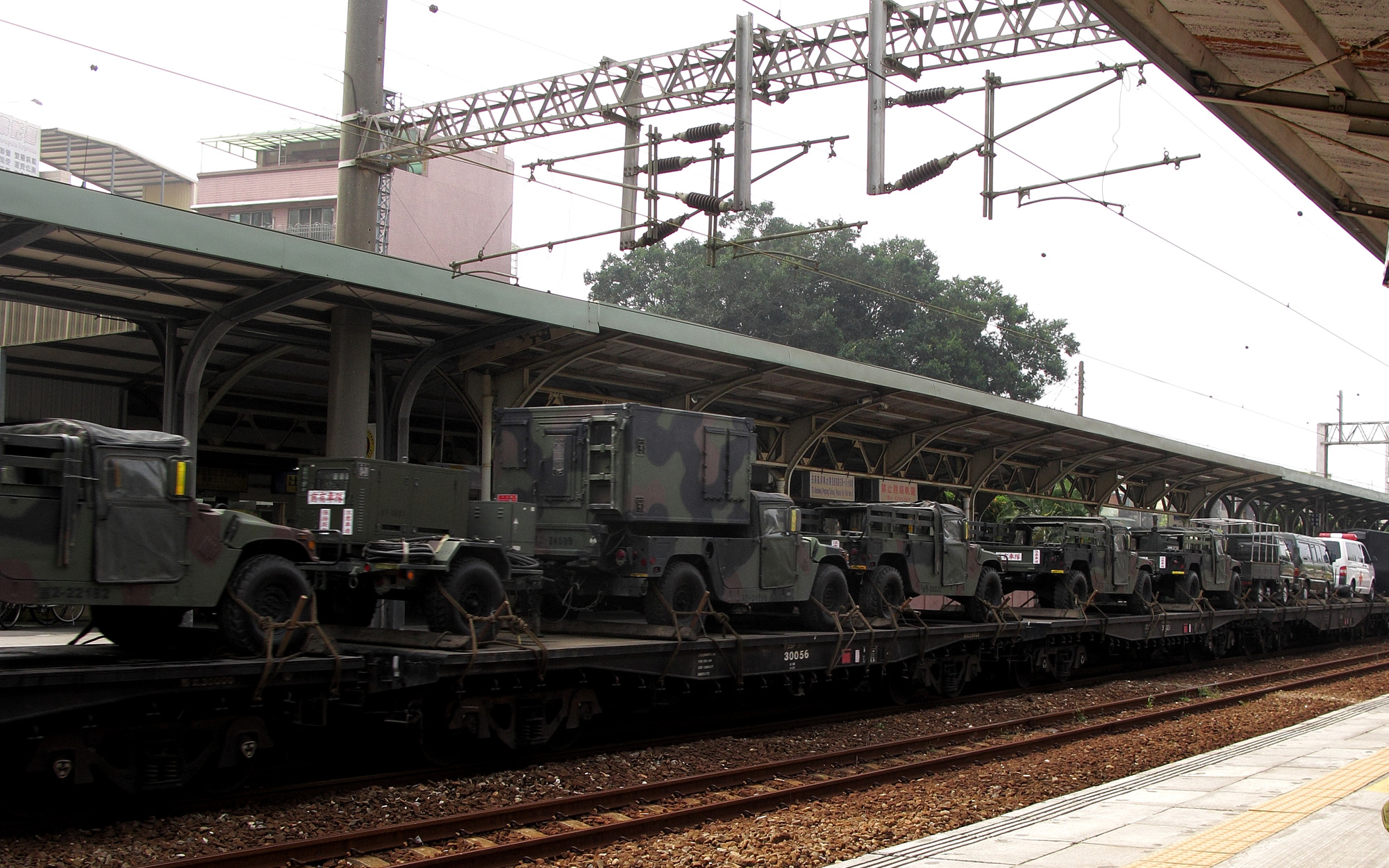
Equipaggiamento militare su un treno
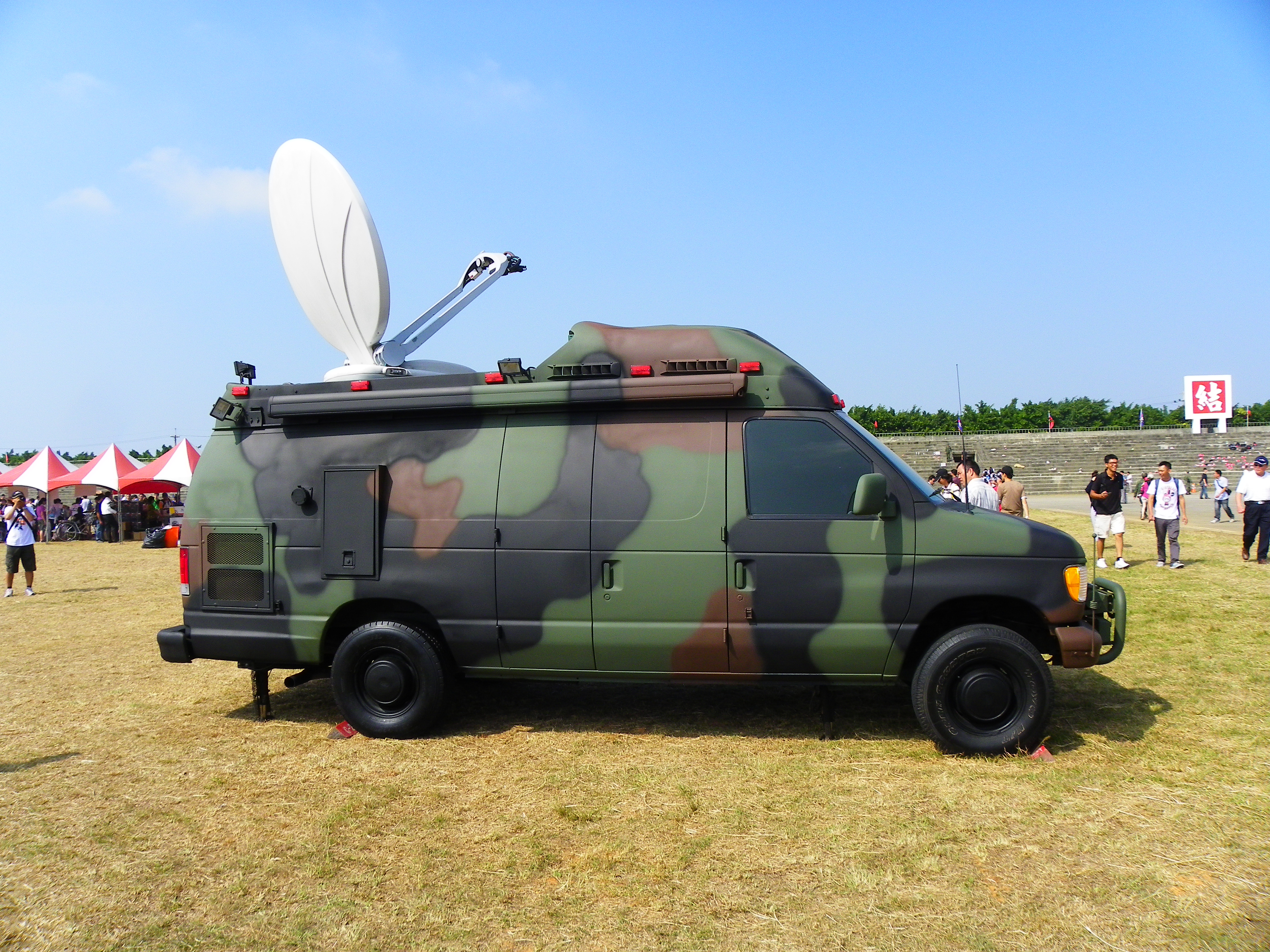
Veicolo di telecomunicazioni satellitari dell'ERDC
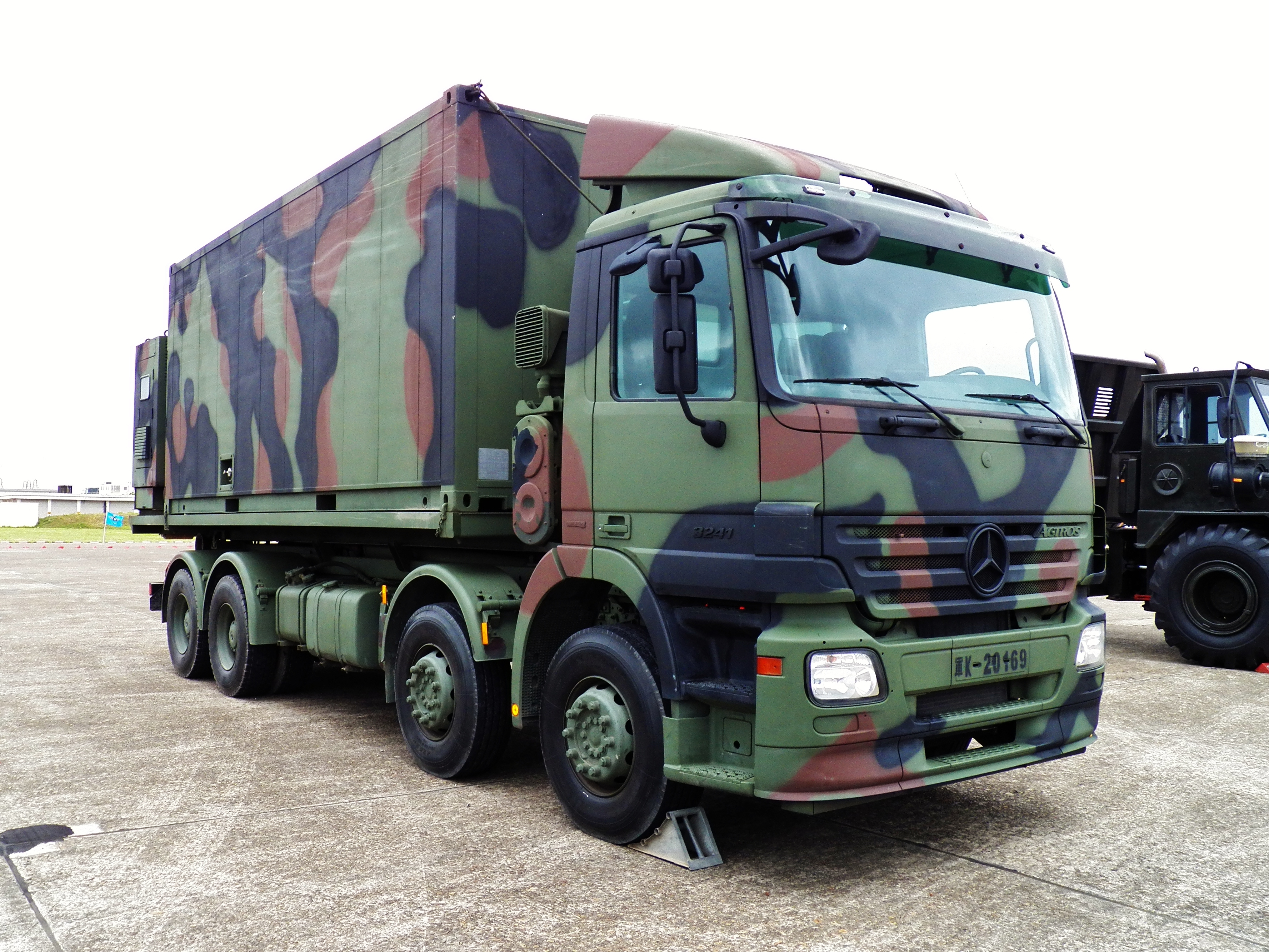
Camion mobile del filtro dell'acqua dell'ERDC
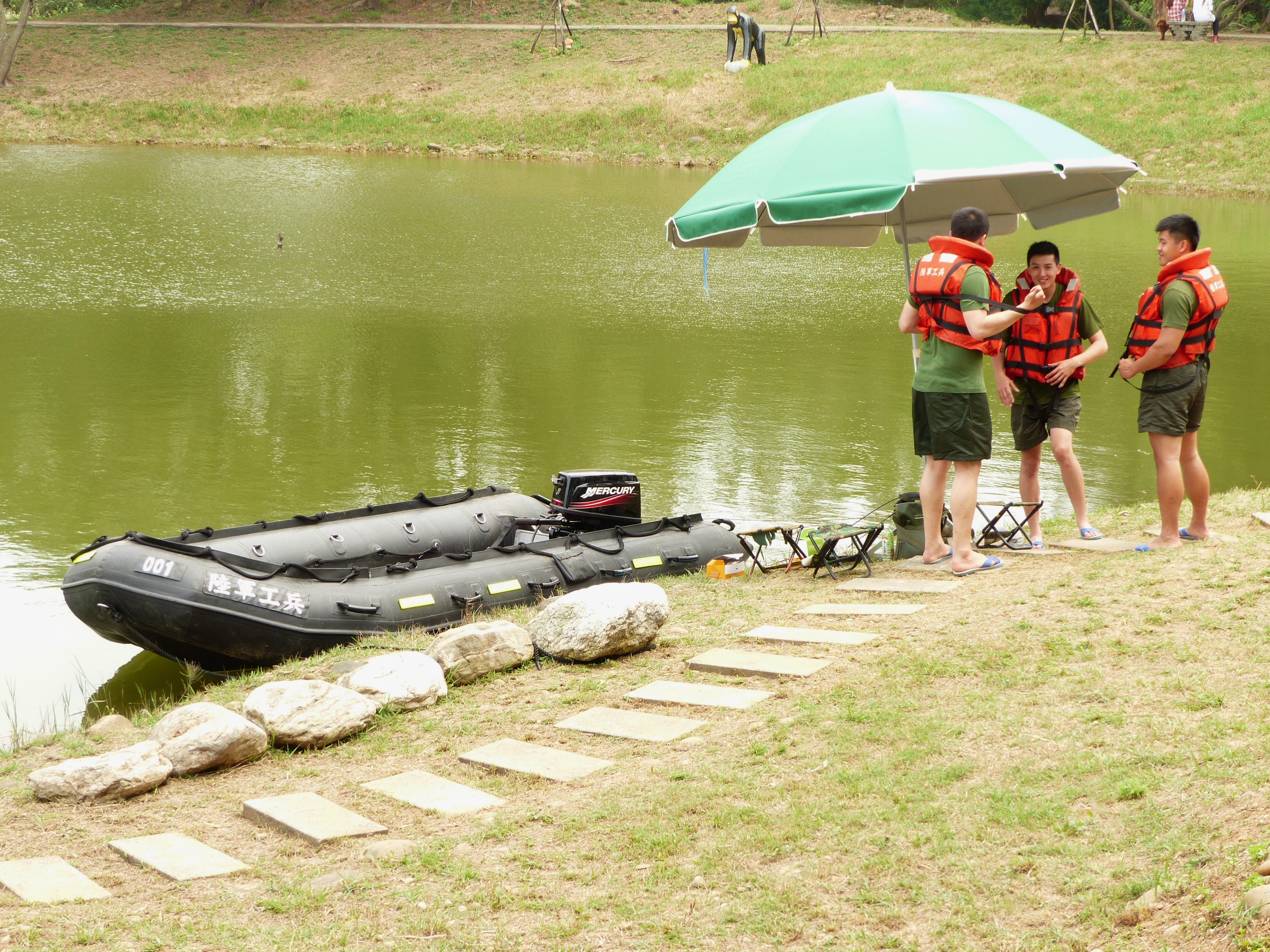
Gommone a motore del Genio dell'ERDC
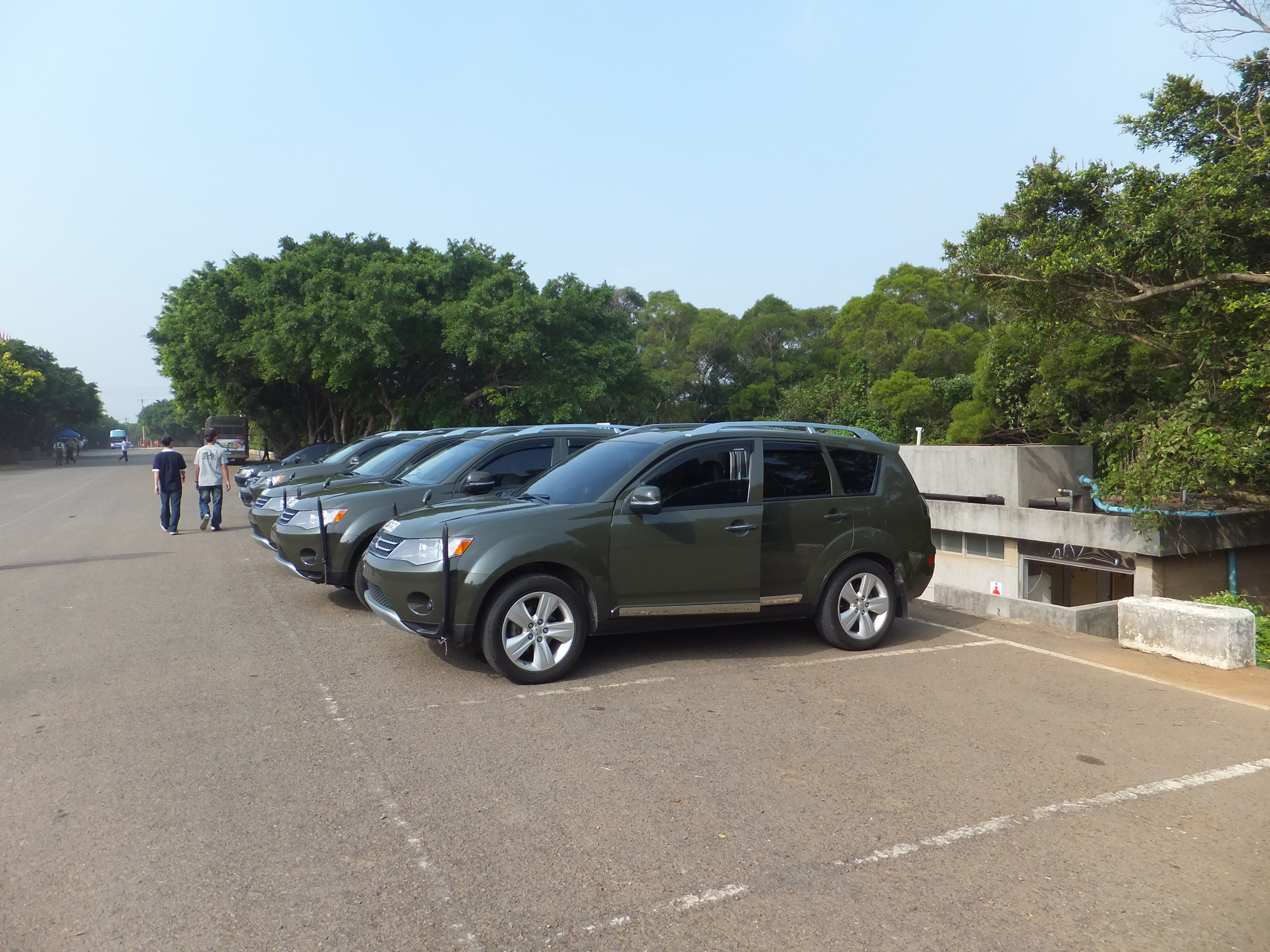
SUV Mitsubishi
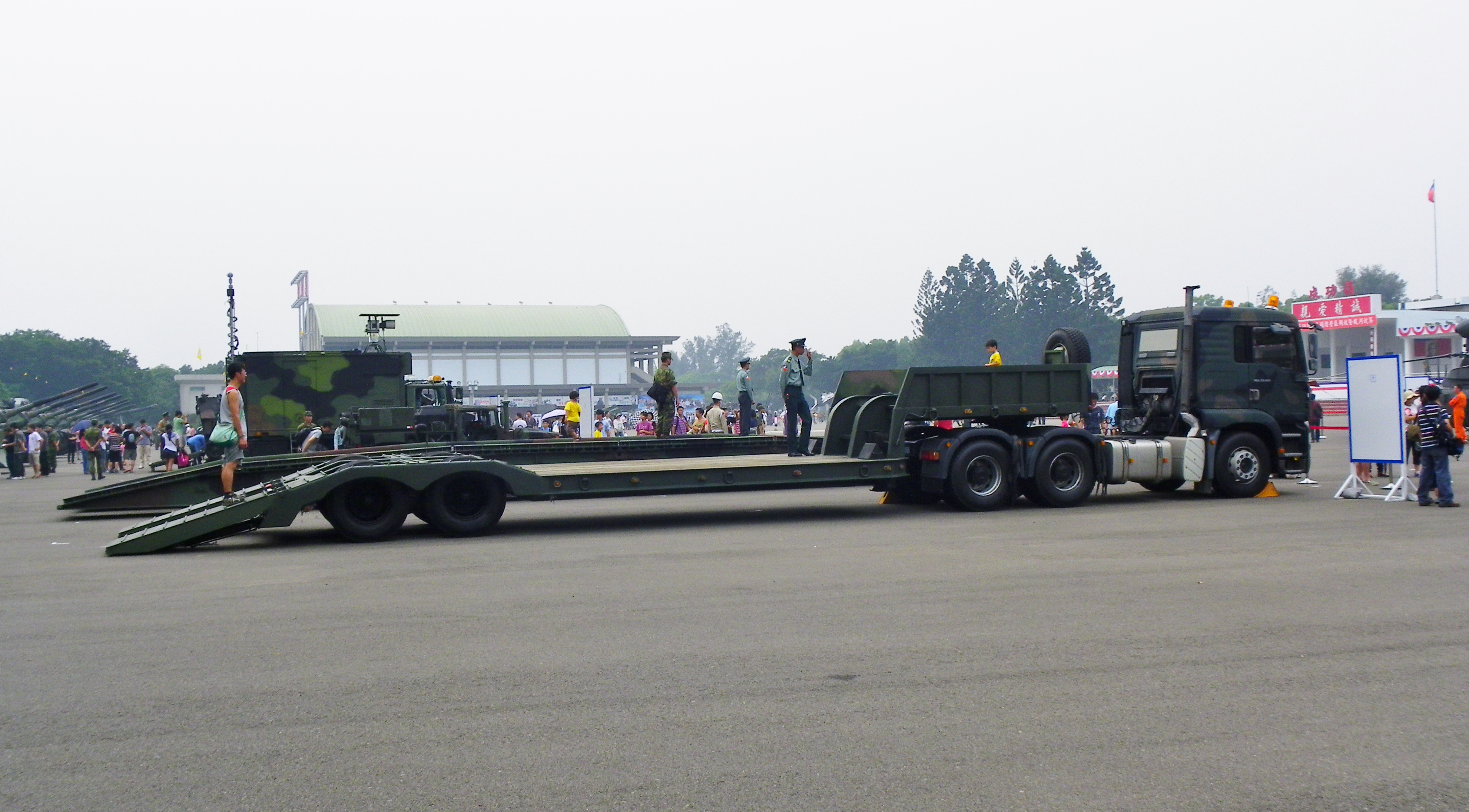
Trasportatore pesante da 35ton MAN
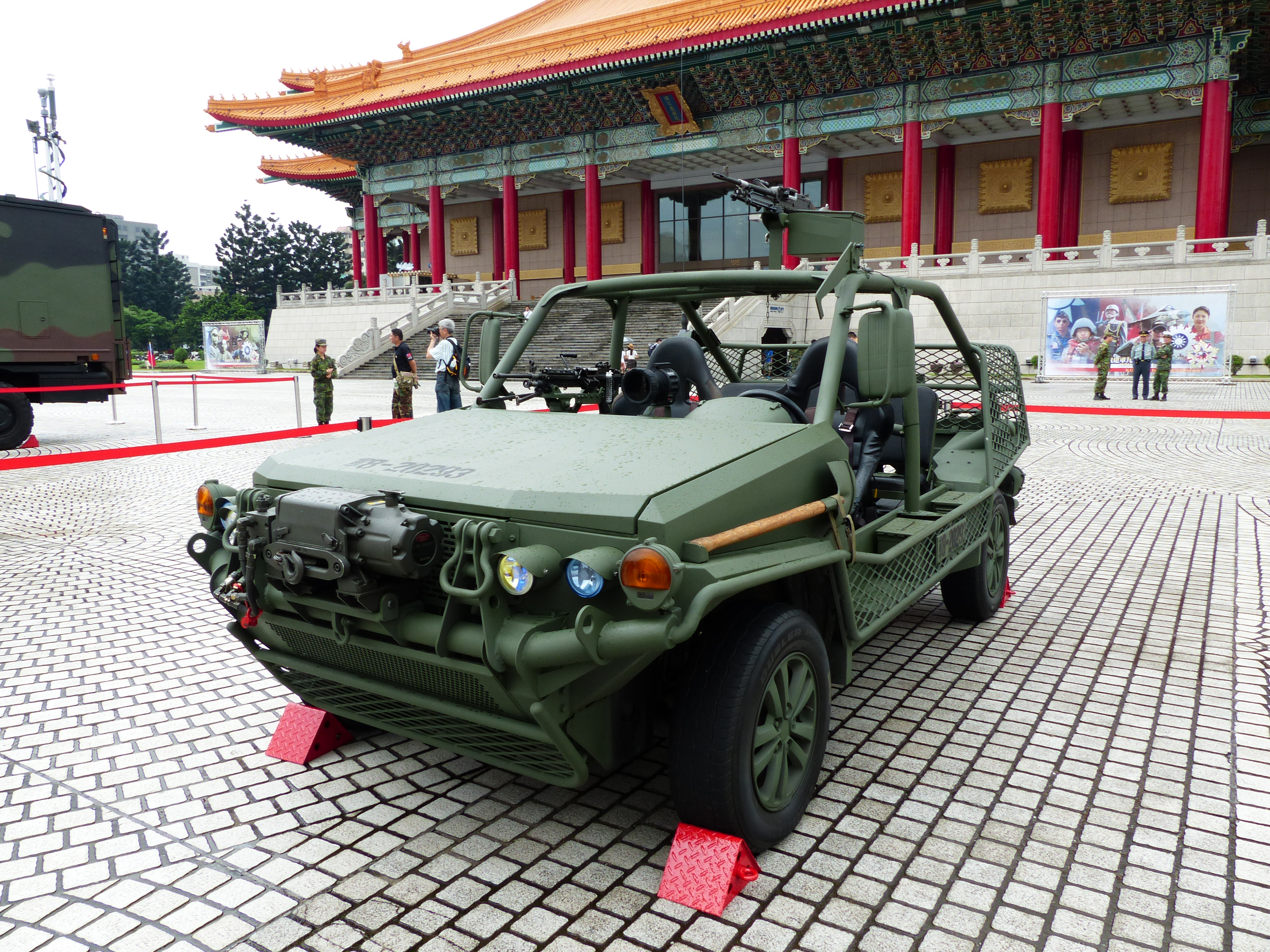
Veicolo d'assalto speciale dell'ERDC
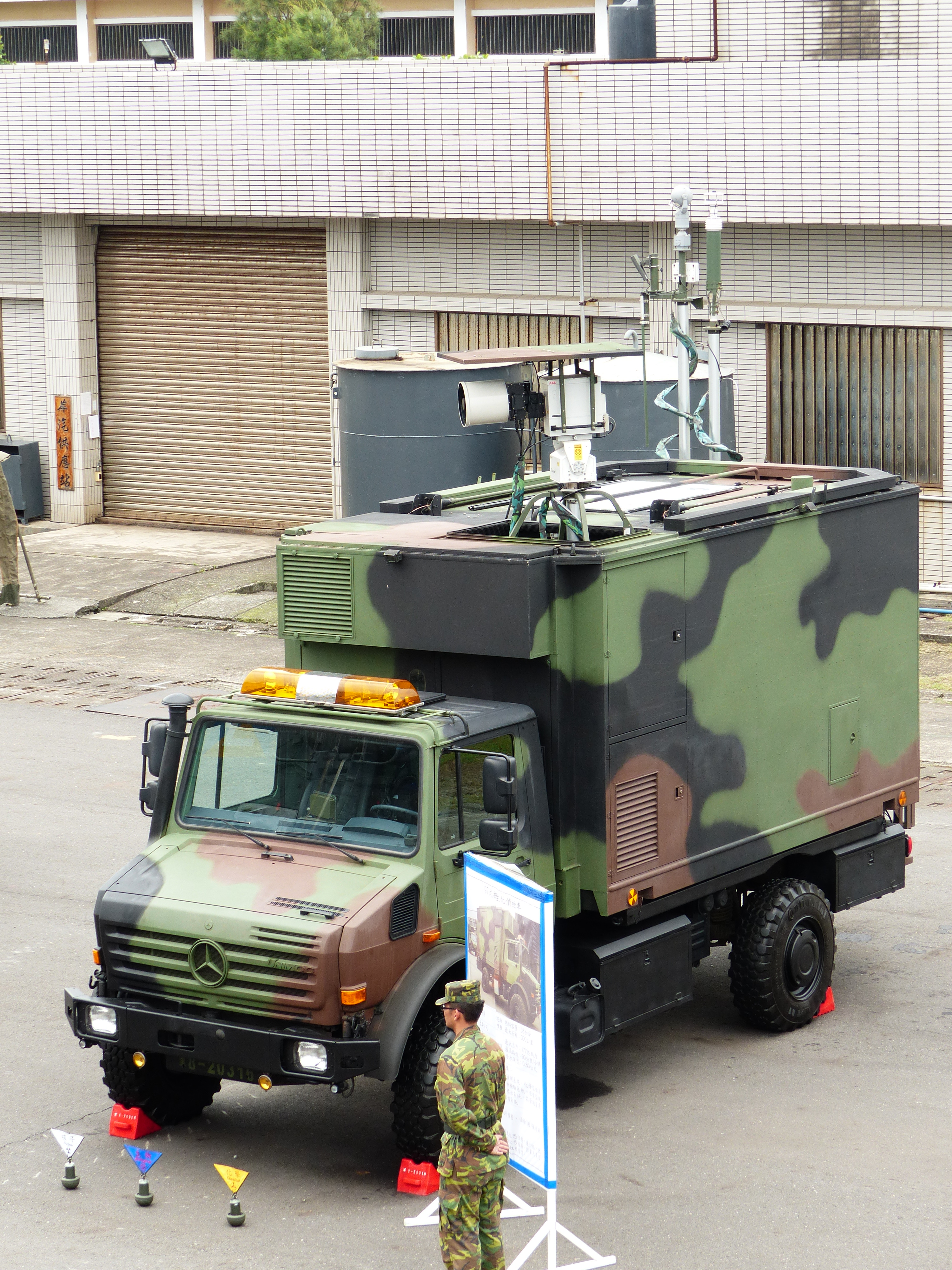
Camion di rilevamento NBC Type 97
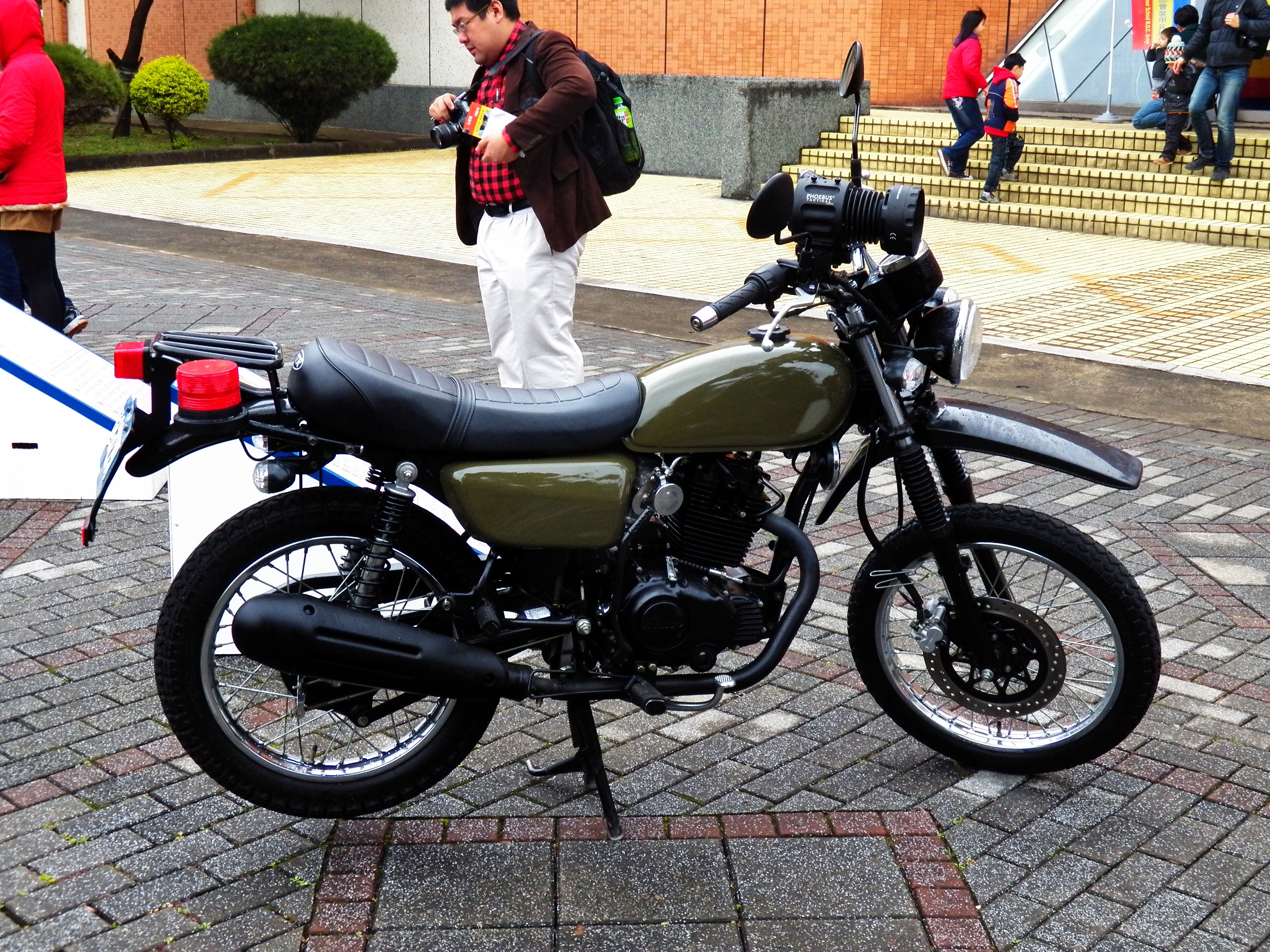
Kymco KTR125 dell'ERDC
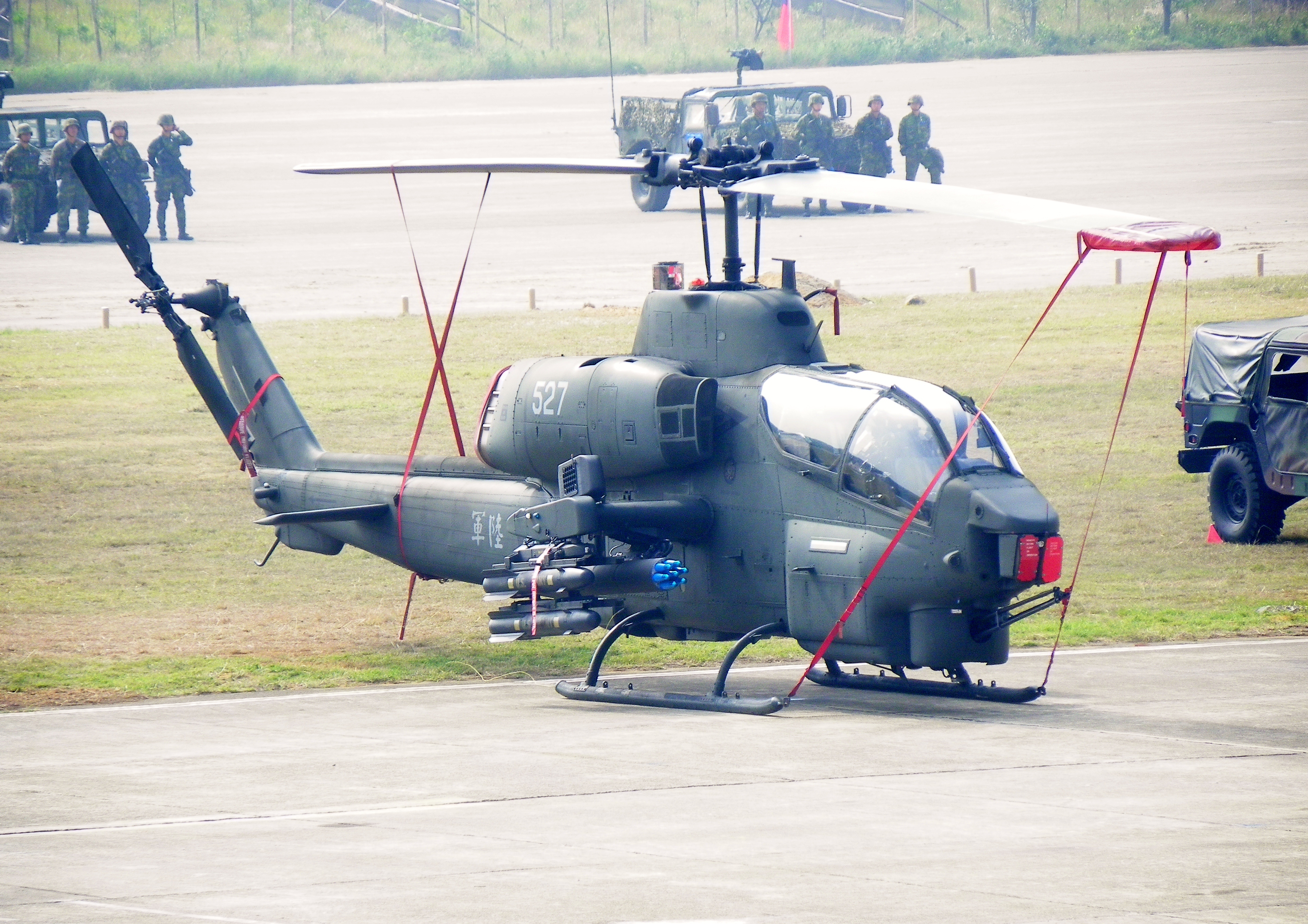
AH-1W dell'ERDC
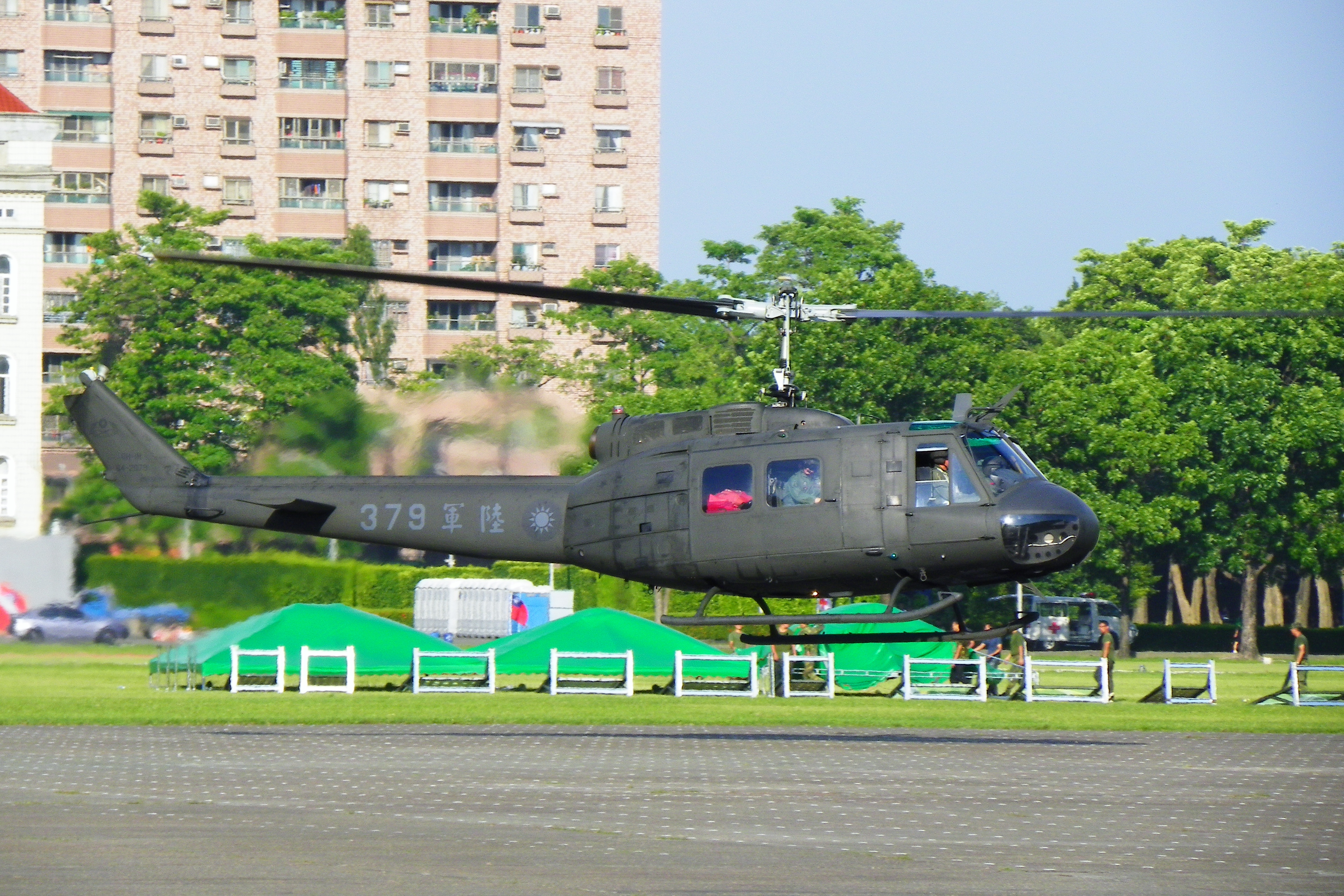
Un UH-1H 379 dell'ERDC si alza in volo dal ROCMA Ground
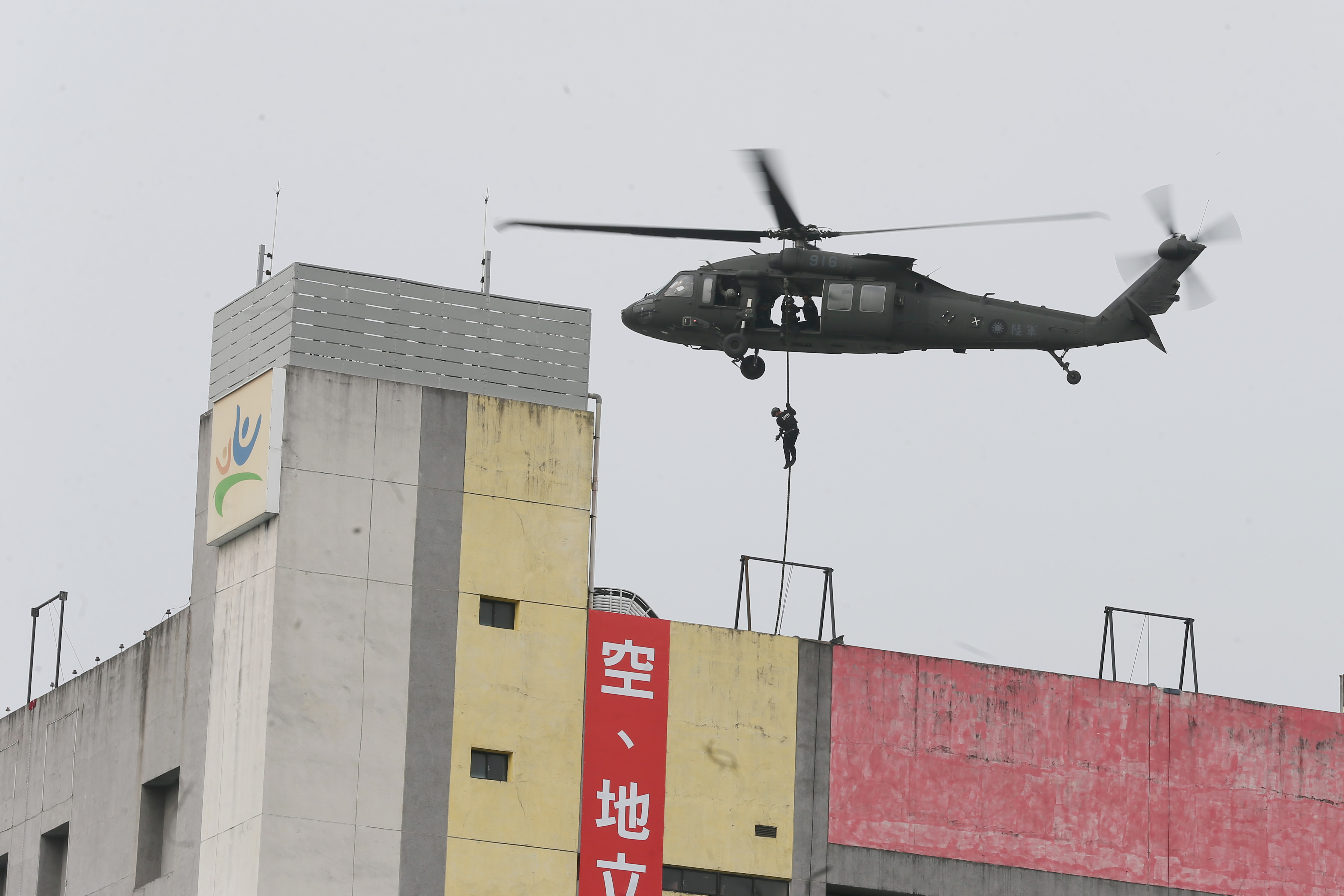
UH-60M
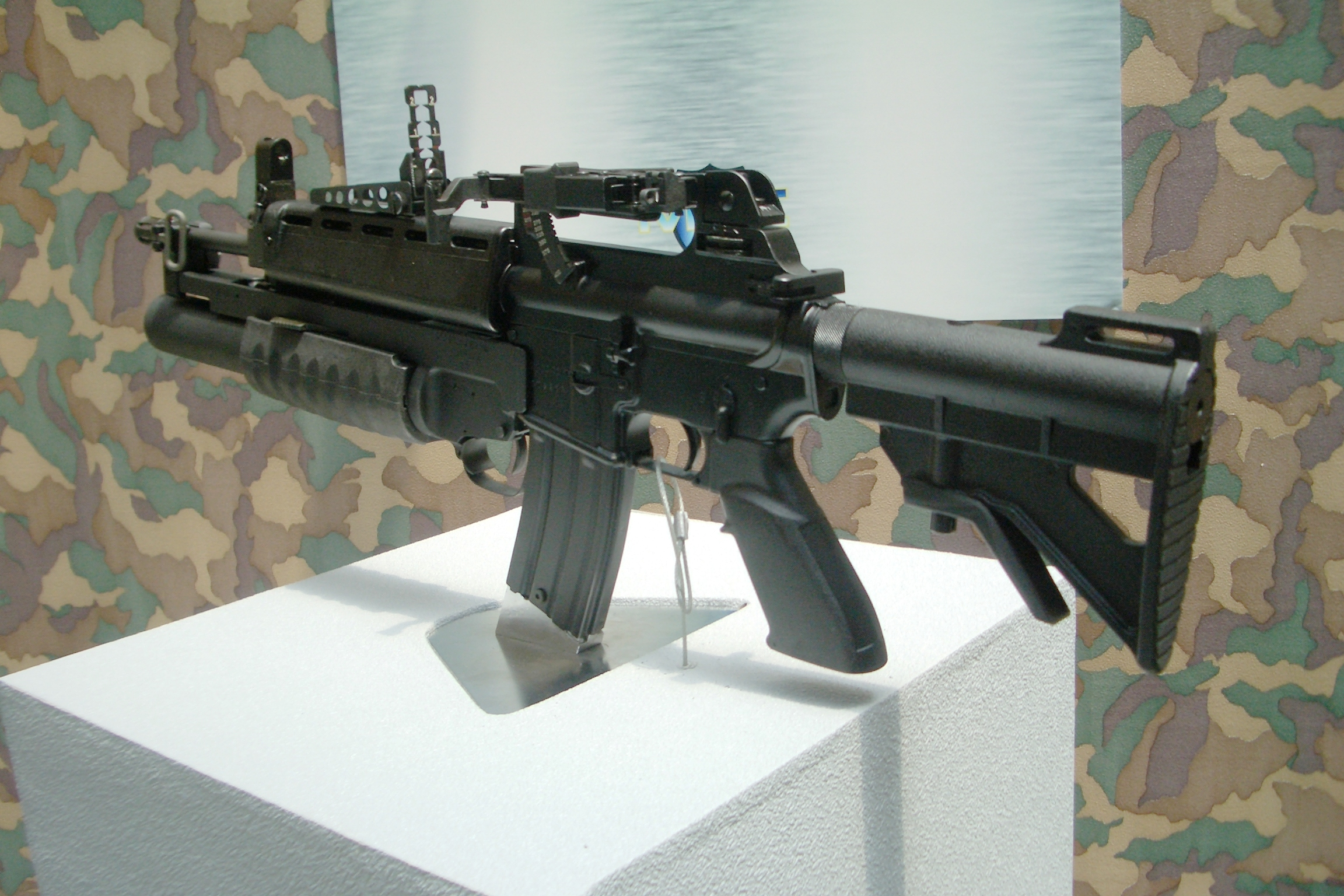
Carabina Type 86
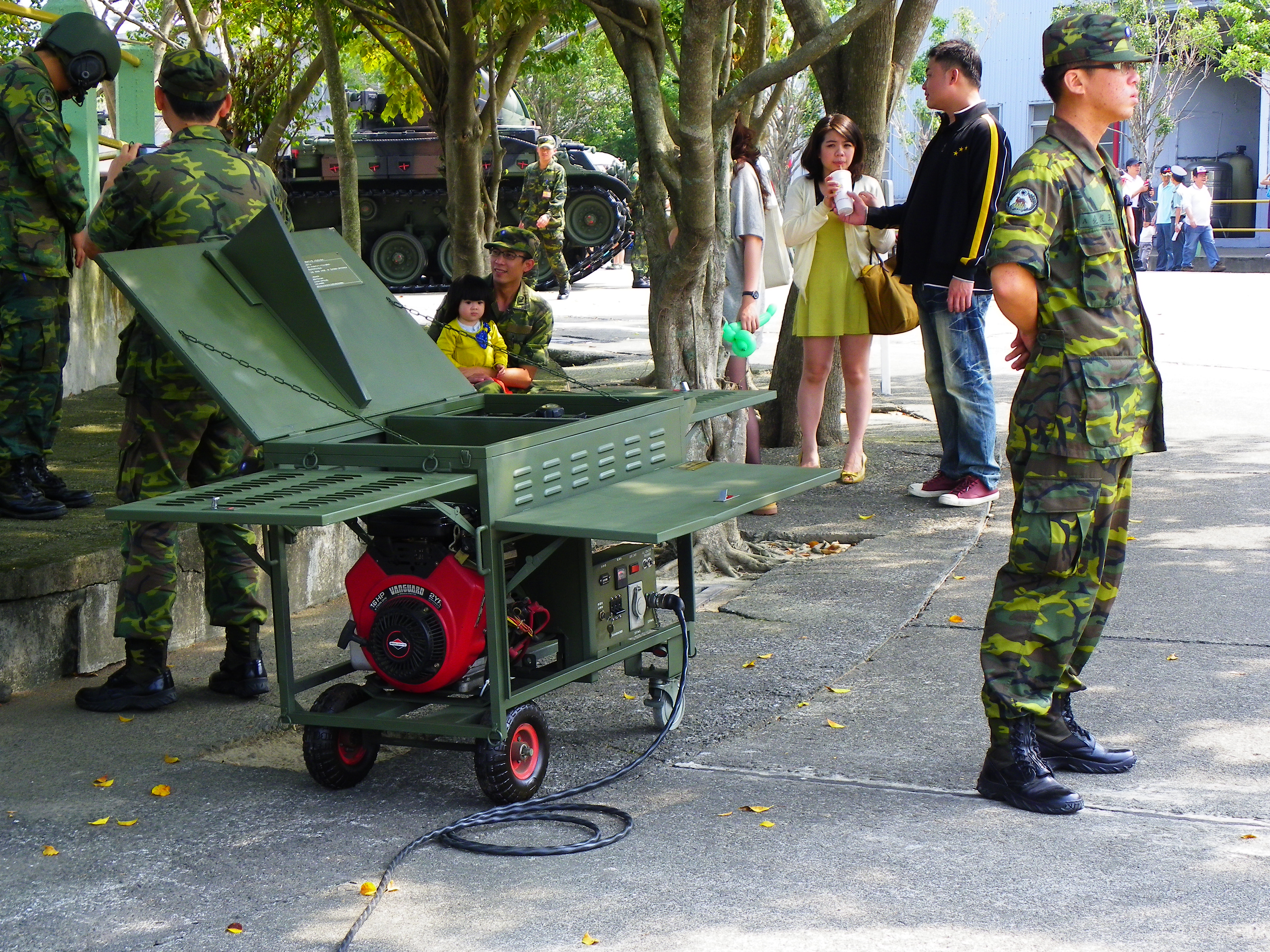
Generatore del cannone a canna doppia da 20mm T-82
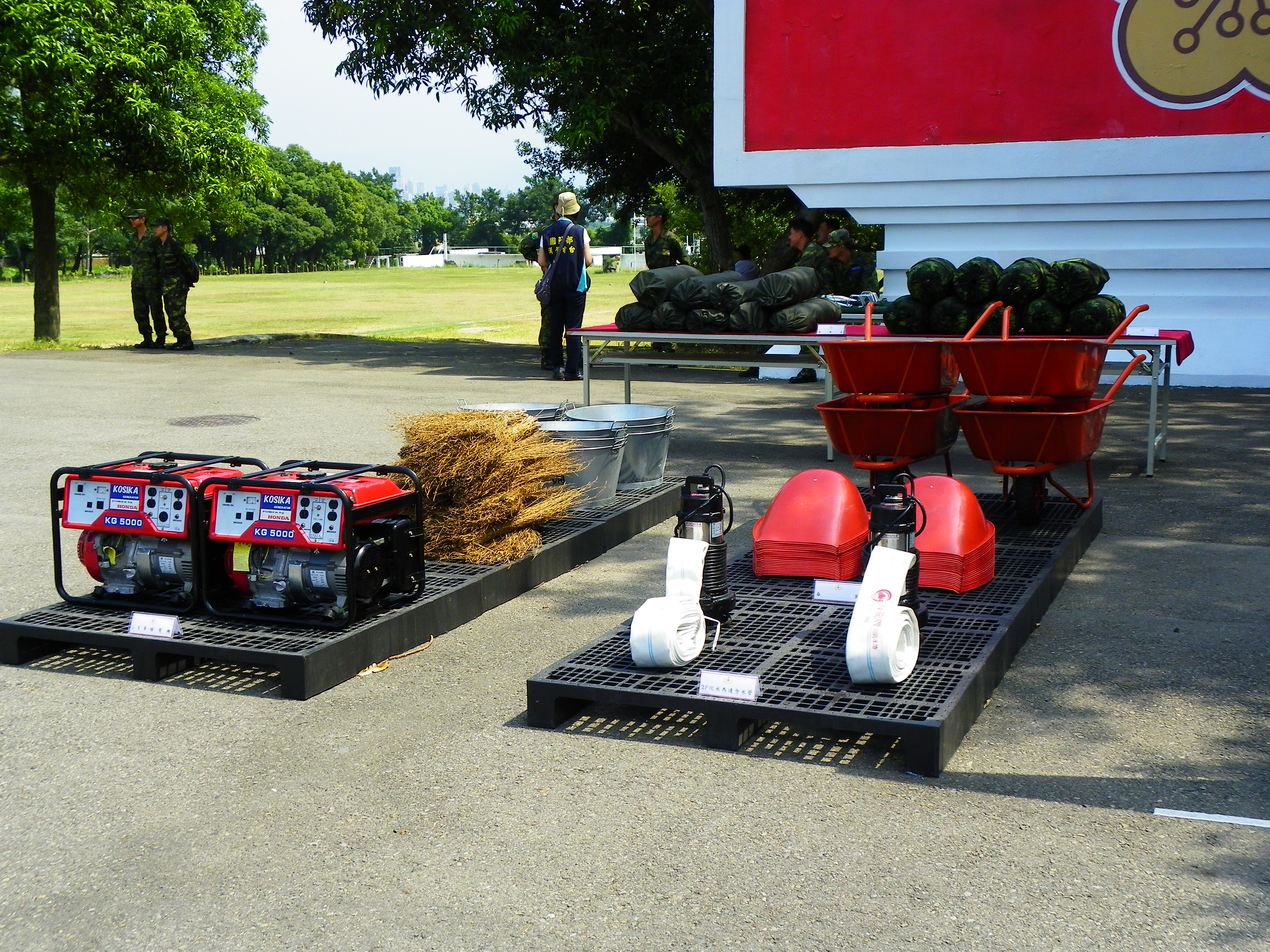
Equipaggiamento del Genio del centro di addestramento della riserva del centro di Taiwan
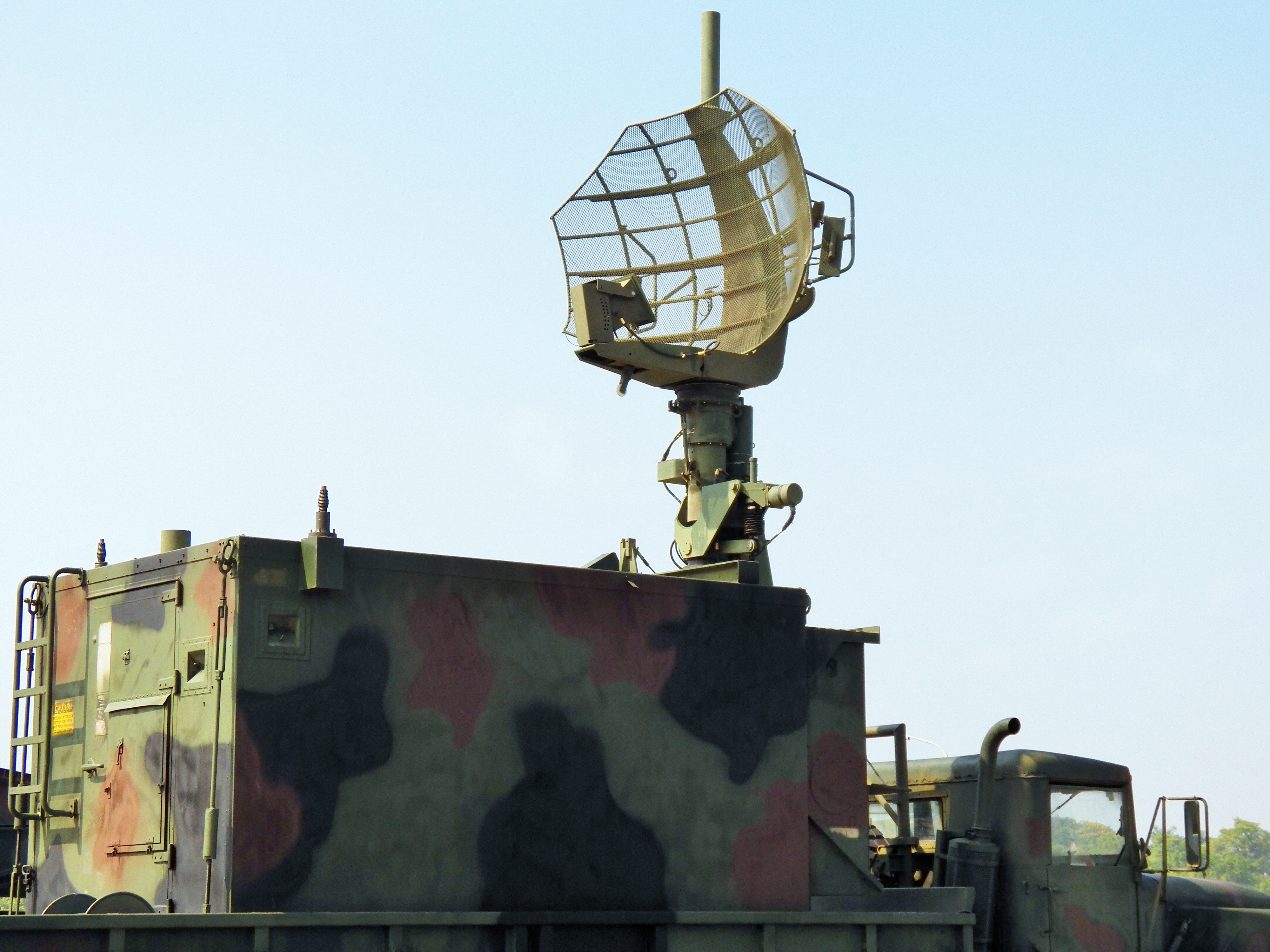
LAADS alloggiato nel rifugio S-280 su camion
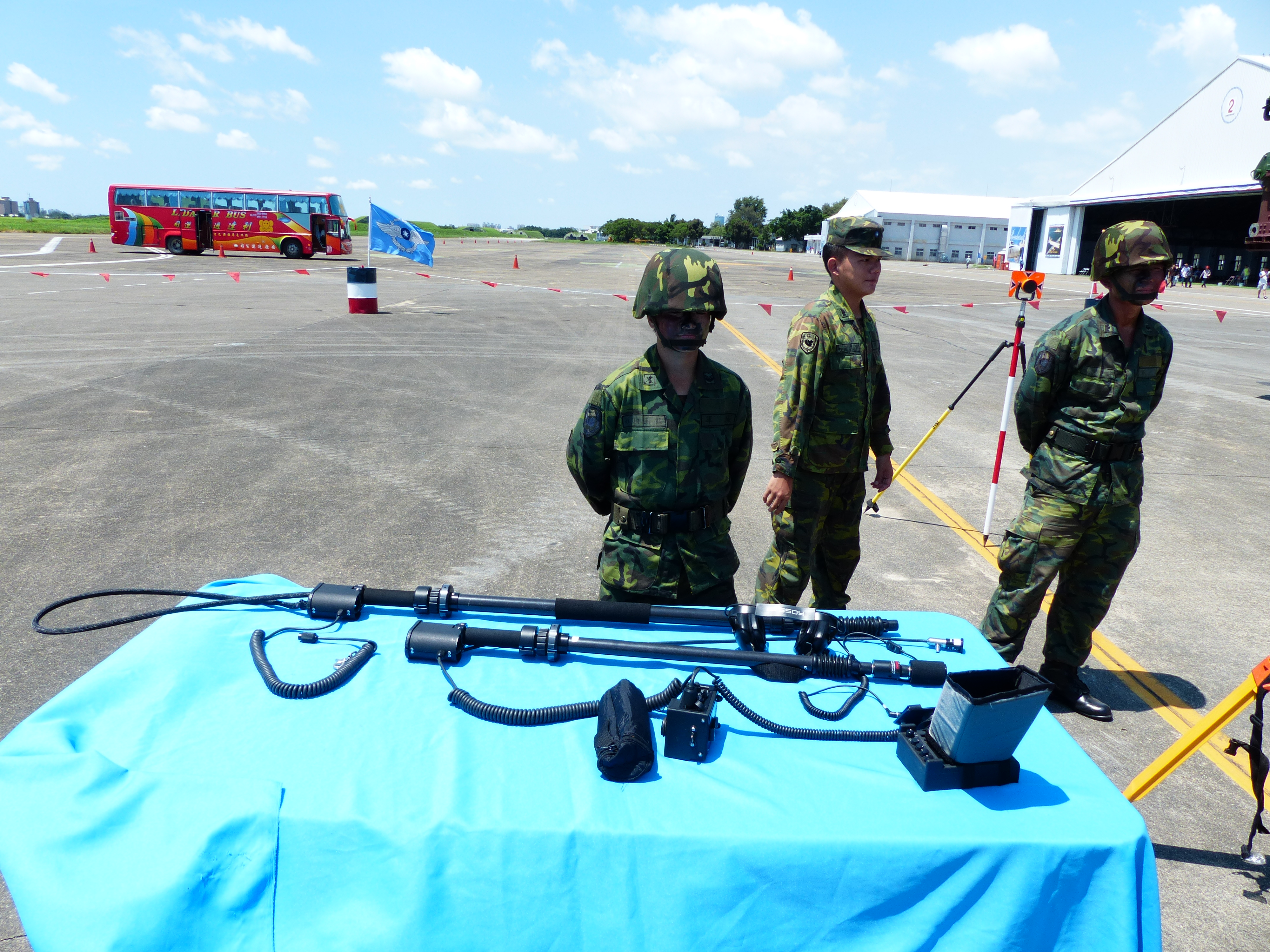
Rivelatore biologico a infrarossi a doppia modalità dell'ERDC
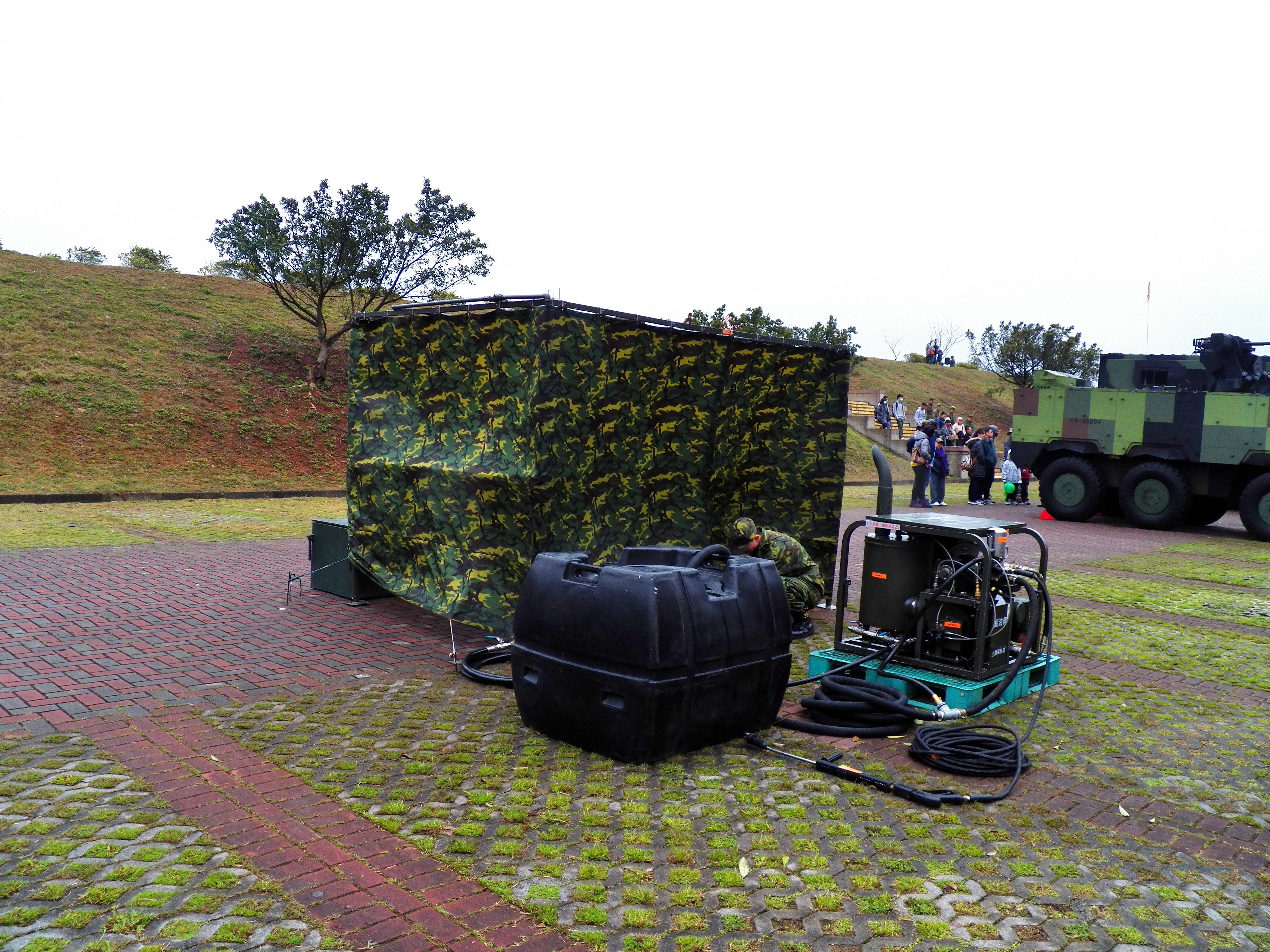
Sterilizzatore leggero con schermo da bagno T4-86
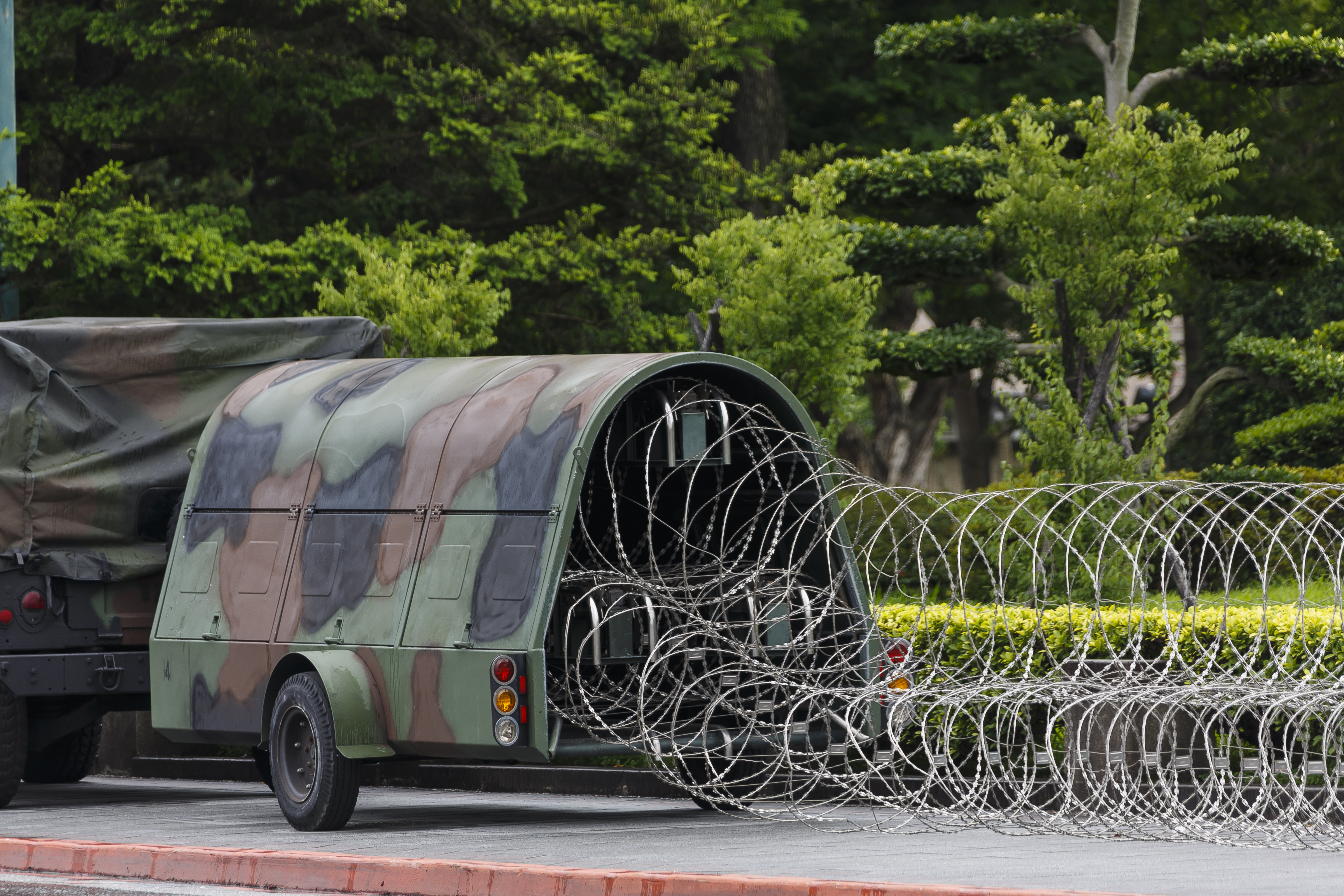
Erogatore di filo
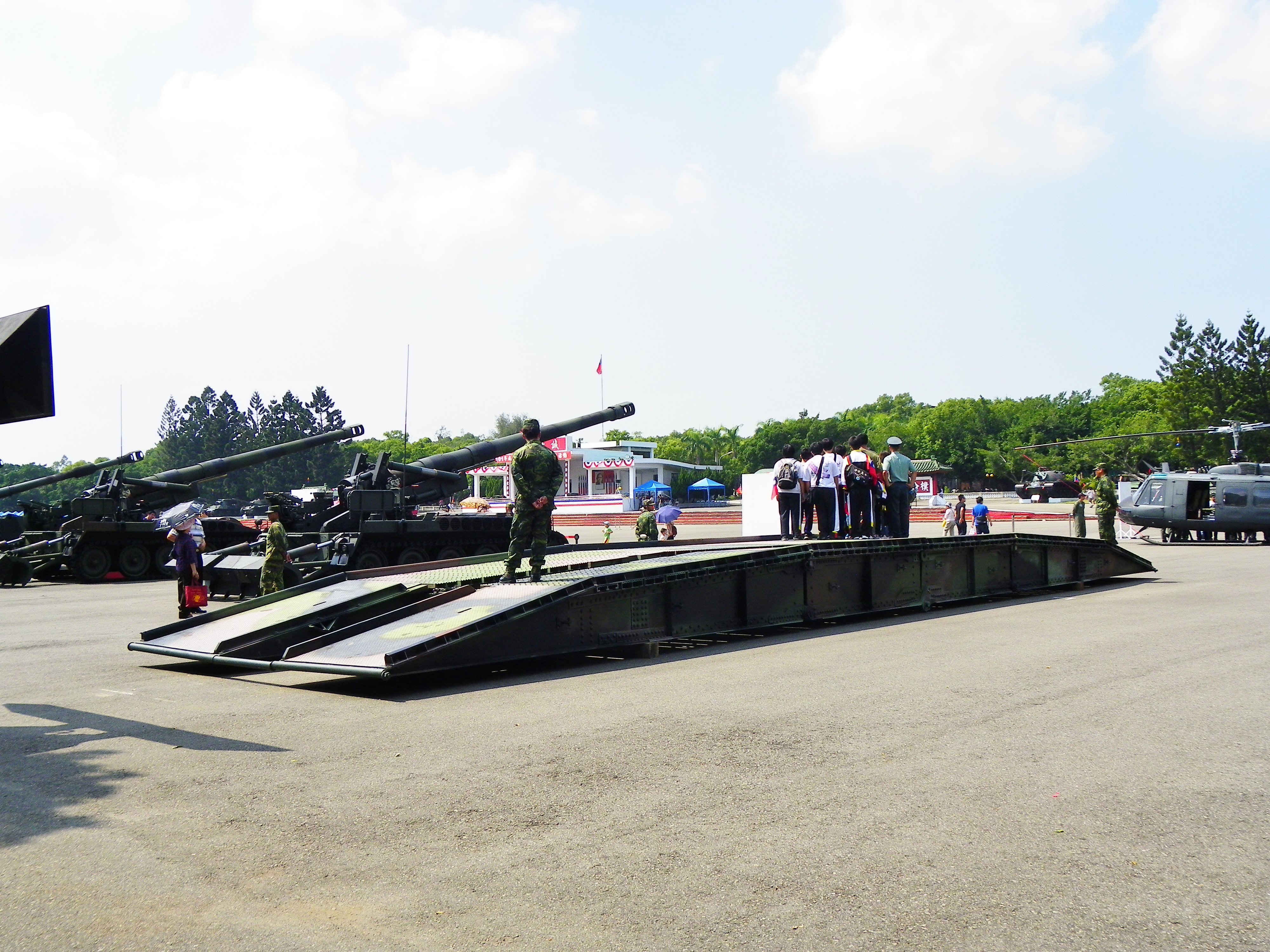
Visitatori vengono fotografati da un ufficiale dell'ERDC su un ponte del Genio
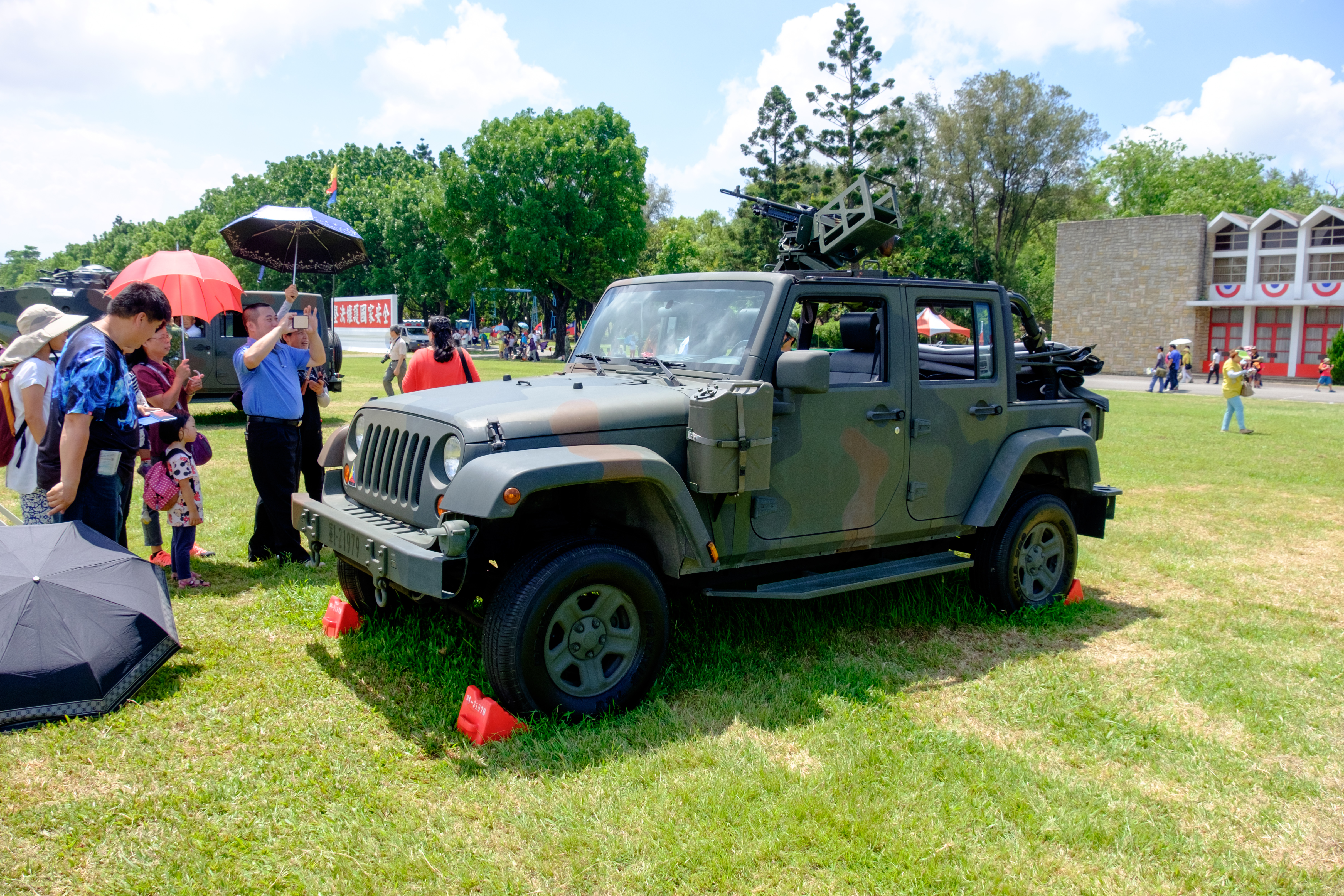
Veicolo militare tattico leggero Type B
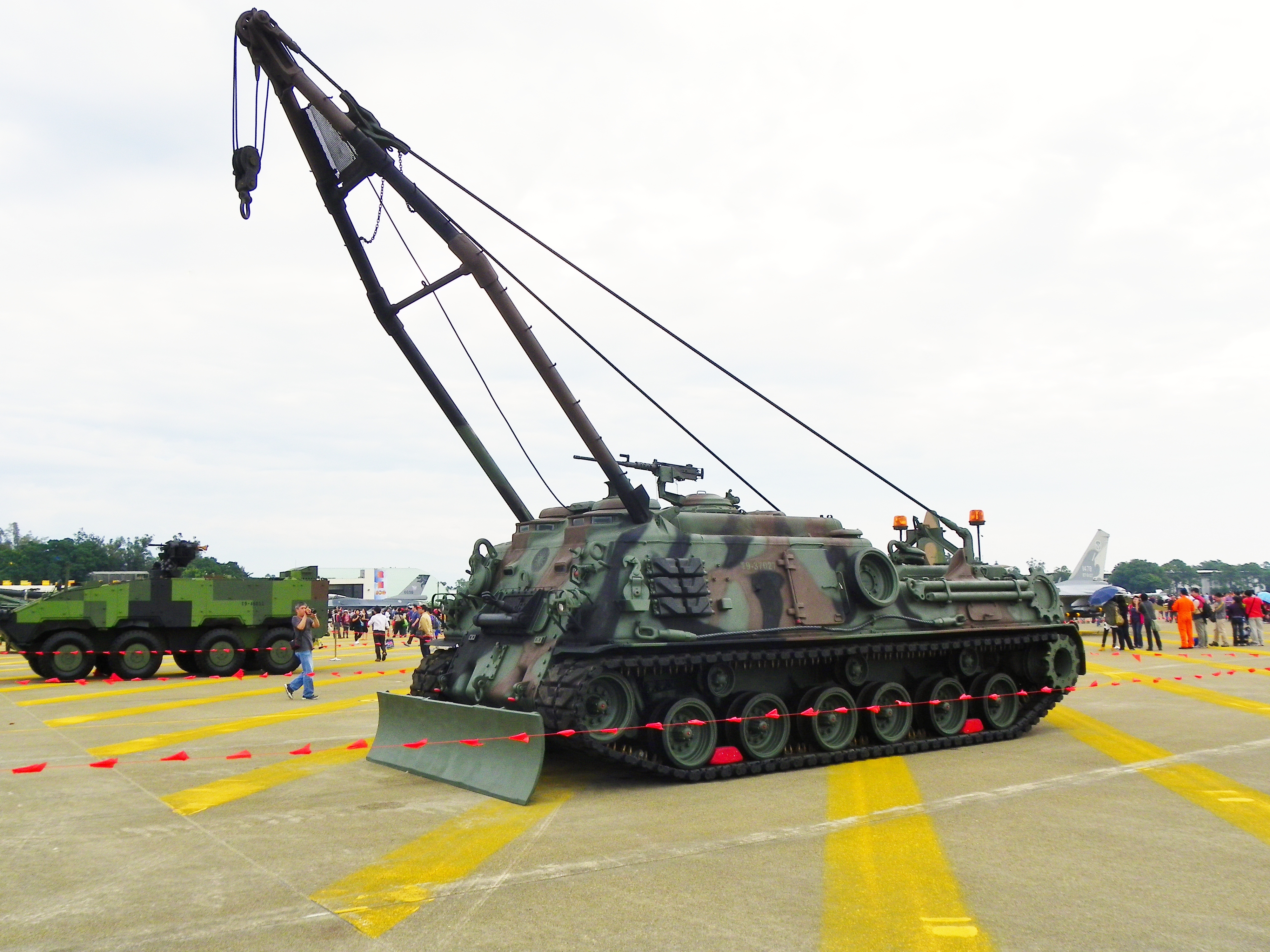
M88A1 dell'ERDC
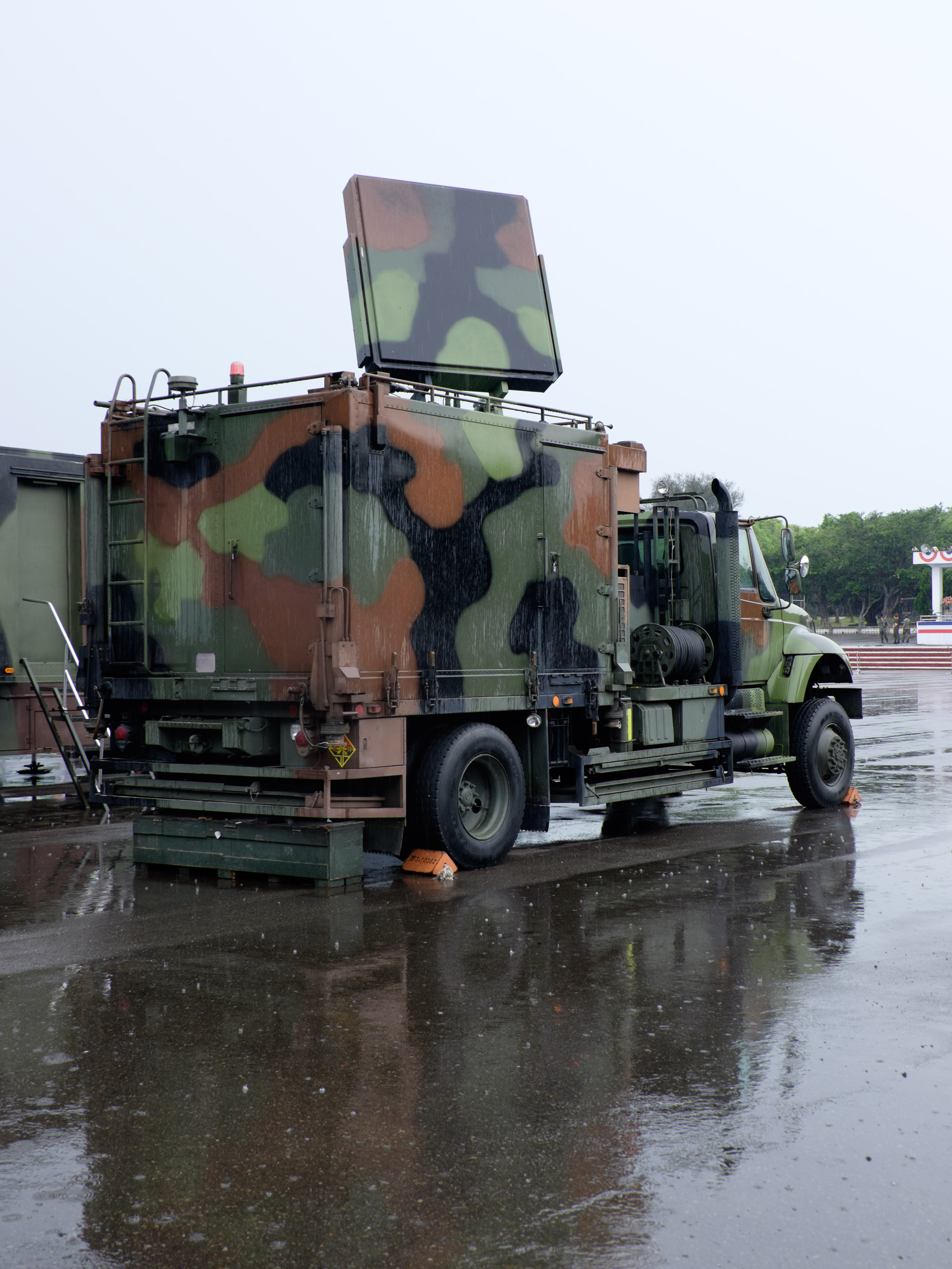
CS/MPQ-90 su un camion
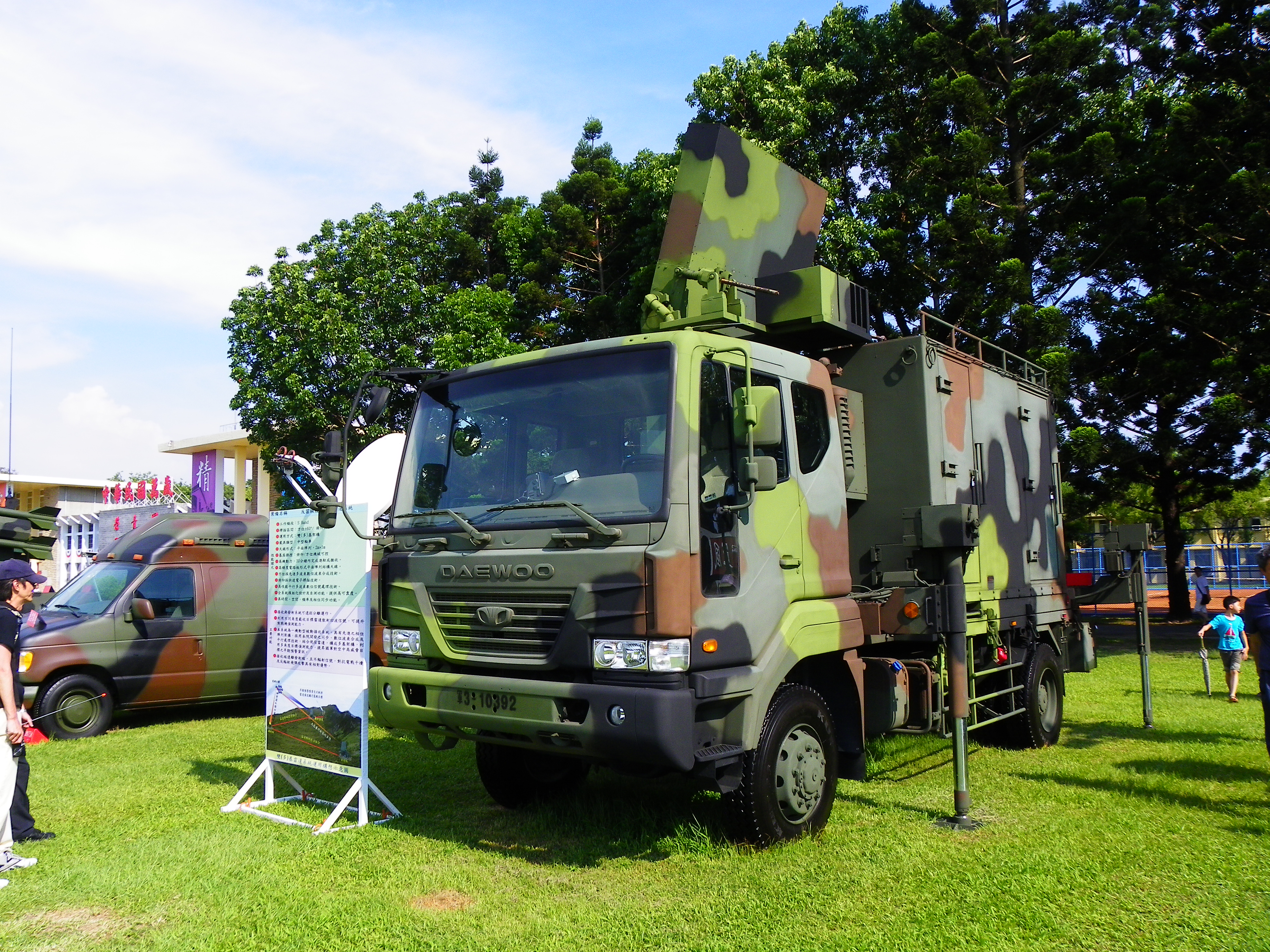
Display di sistema del ricevitore passivo del radar bistatico presso l'accademia militare